# Ciudad ideal

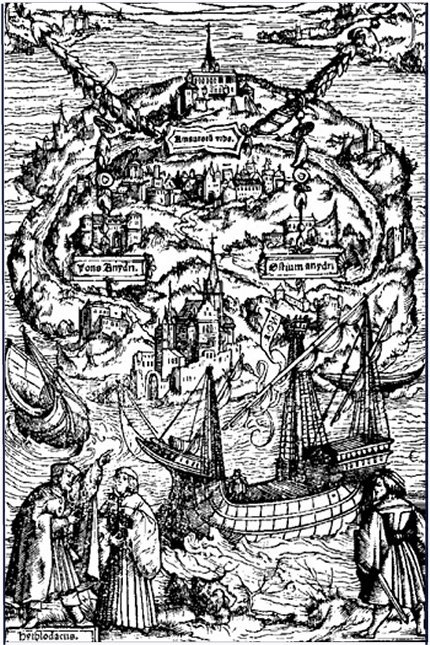
Grabado de Ambrosius Holbein para ilustrar Utopía, de Tomás Moro (1516).

La torre de Babel, de Pieter Brueghel el Viejo, 1563.

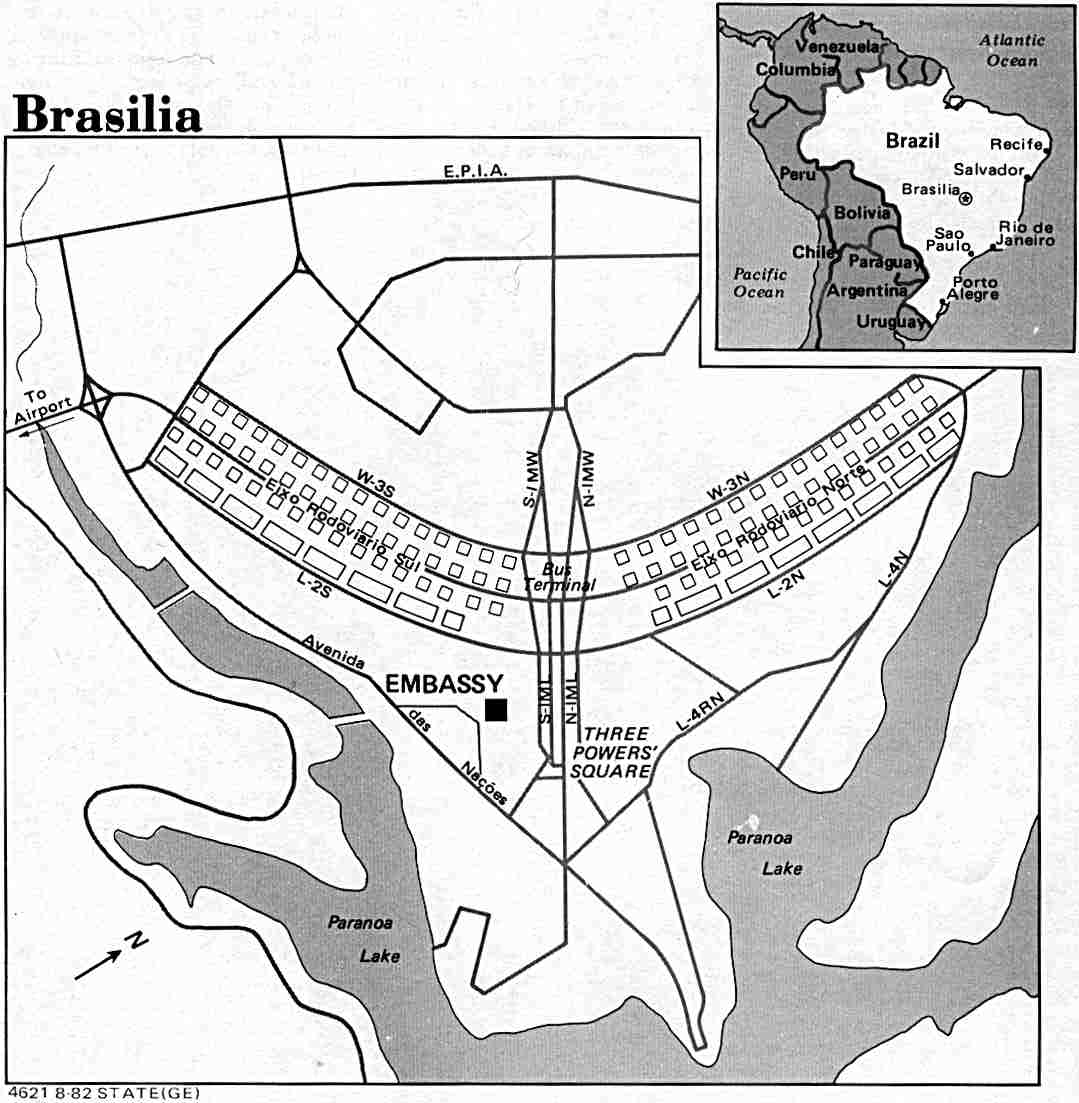
Situación y proyecto inicial de Brasilia.

Ciudad ideal es una idea acuñada en la Antigüedad con el propósito de concretar las características que debía reunir la ciudad para el desarrollo del hombre teniendo en cuenta su bienestar físico y sus necesidades sociales.
La ciudad ideal ha sido un tema abordado de forma recurrente a lo largo de la historia de la arquitectura: las ideas de Platón y Aristóteles (no sólo sus concepciones políticas, sino la descripción física de la mítica Atlántida y las referencias a Hipodamo de Mileto, a quien se atribuye la planificación ortogonal que efectivamente se realizó en El Pireo); en época romana, la concepción técnica del arquitecto y tratadista Vitruvio de cómo debía ser la ciudad, y la plasmación real de espacios de uso público y político en la propia Roma y en Constantinopla ("Nueva Roma"), y en las ciudades romanas repartidas por las provincias, mientras que en las villae se proyectaba un escapismo privado idealizado poéticamente (Beatus ille), que en realidad manifestaba la contradicción de llevar la ciudad al campo; los conceptos político-teológicos medievales de ciudad celeste o nueva Jerusalén como modelo ideal basado en las descripciones bíblicas (tanto de la Jerusalén terrenal como de la Jerusalén celeste -teoría agustinista de las dos ciudades- y de la ciudad como espacio cosmopolita, de mezcla, promiscuidad y corrupción -torre de Babel, Babilonia-, contrafigura de la virtud inherente al modo de vida nómada de los patriarcas); las utopías (Utopía de Tomás Moro, La ciudad del sol de Tommaso Campanella, La Nueva Atlántida de Francis Bacon) y los proyectos de urbanismo renacentista y barroco en la Edad Moderna; el urbanismo neoclásico y las ensoñaciones de la arquitectura visionaria desde finales del siglo XVIII; los proyectos revolucionarios del socialismo utópico y las reformas higienistas de ampliación de las ciudades e integración en el entorno rural durante la Revolución Industrial (cuya realización efectiva en los llamados "ensanches" y en las llamadas "ciudades-jardín" distaron mucho de ser fieles a los modelos teóricos de Ildefonso Cerdá o Arturo Soria); las propuestas del Movimiento Moderno (la utópica Usonia de Wright, la Ville Radieuse de Le Corbusier, los planes de Lúcio Costa para Brasilia), etc.
Las críticas al concepto de ciudad ideal son contemporáneas a sus propias formulaciones, y aparecen a lo largo de la historia de la literatura: en la Grecia clásica, Aristófanes (Los pájaros, donde plantea la utópica ciudad de Néphéloccocygia, diseñada por un geómetra enloquecido); en el siglo XVIII, Jonathan Swift (Los viajes de Gulliver); en el siglo XIX, Charles Dickens (Martin Chuzzlewit) y Jules Verne (Los quinientos millones de la Bégum); en el siglo XX son muy numerosas las distopías.

## Antigüedad y civilizaciones no occidentales
Las civilizaciones de la Antigüedad mantuvieron la idea divina de la ciudad. La ciudad ideal era la que los dioses construían para que en ella vivieran los hombres. Las razones para asentarse en un lugar o en otro, para levantar sus muros hacia uno u otro lado, procedían de los consejos de los sabios; las ideas de sanidad, defensa o respeto hacia las divinidades marcaban este origen del lugar en el que se desarrollarían los pueblos. Las razones religiosas y los consejos sagrados se fueron desplazando hacia una lógica social y económica y, sobre todo, militar. Empiezan a pesar más los intereses de los hombres que los de los dioses. La ciudad se convierte entonces en el símbolo de la creación humana, representa una cultura, una comunidad de personas. La ciudad está definida por los ciudadanos. Aristóteles, en Política, definía la ciudad como «un perfecto y absoluto conjunto o comunión de muchos pueblos o calles en una unidad».
Más allá de la civilización occidental, tanto en las civilizaciones precolombinas como en las de Extremo Oriente se fueron realizando proyectos urbanísticos a gran escala que presuponen la existencia de teorías urbanísticas o al menos de concepciones ideales de cómo debería ser la ciudad y sus funciones, especialmente como resultado y reforzamiento del poder político-religioso (Angkor Wat, Ciudad Prohibida, Tenochtitlán, Chichén Itzá, Chan Chan, etc.)

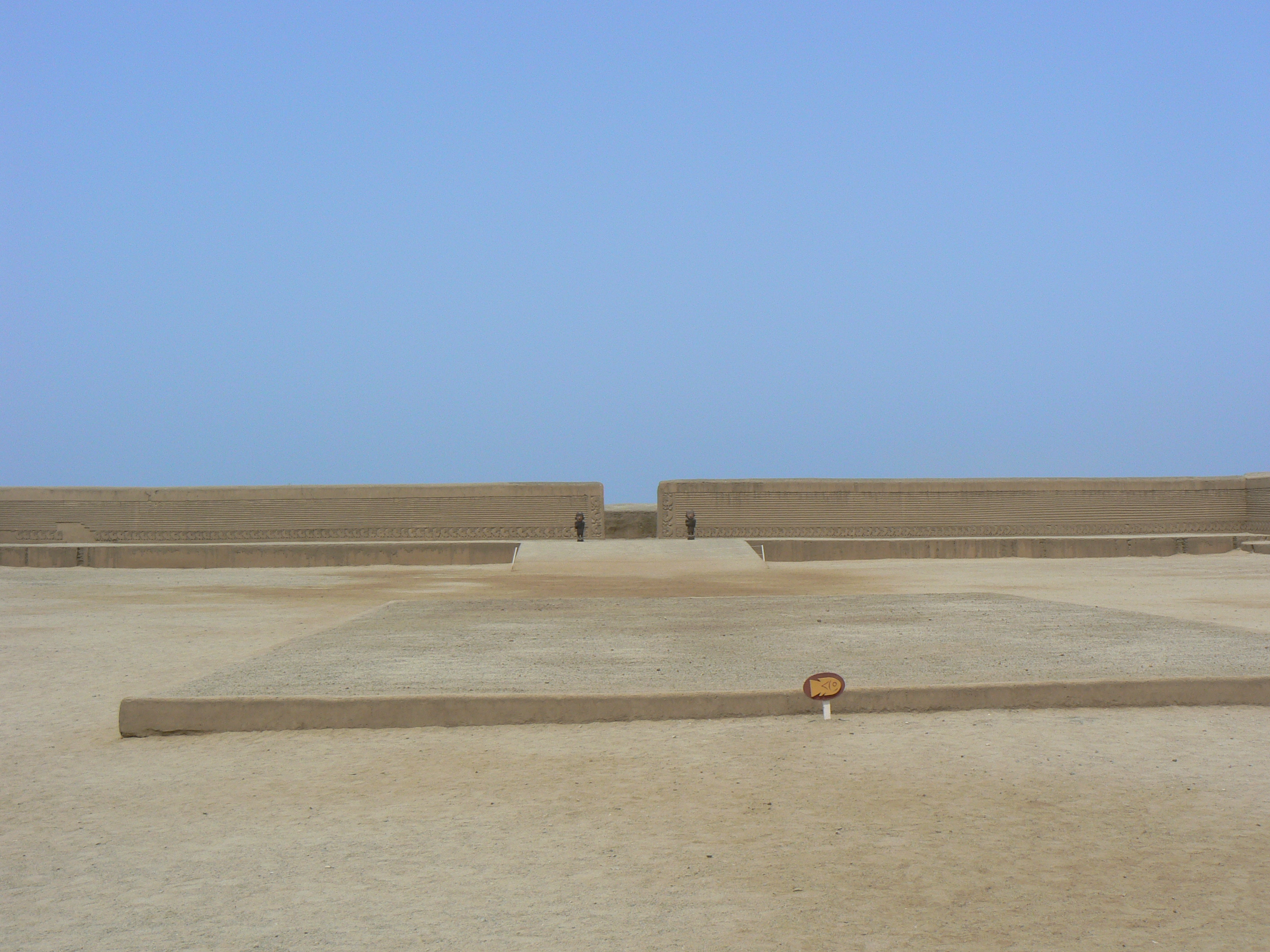
"Plaza" de Chan Chan.
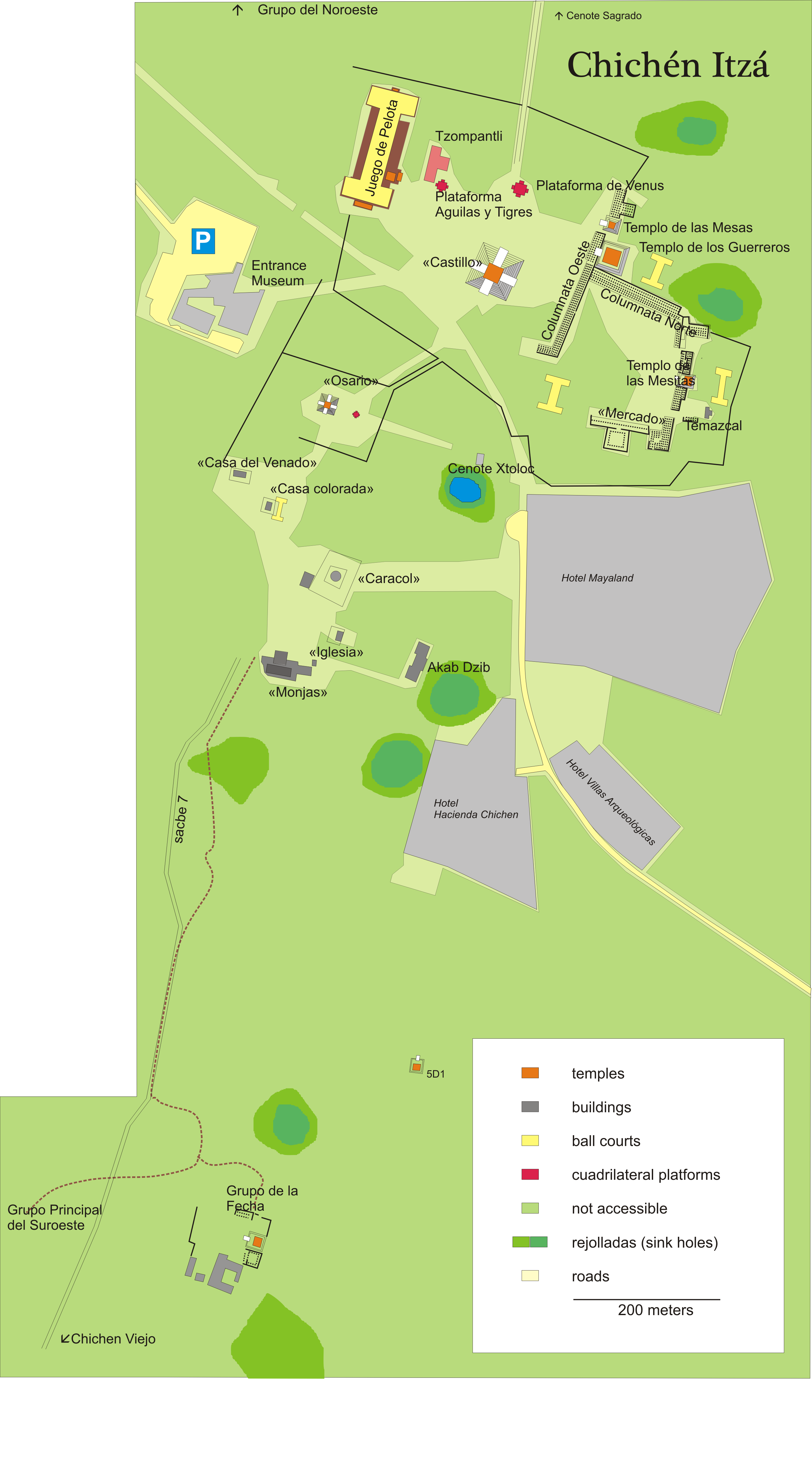
Chichen Itzá
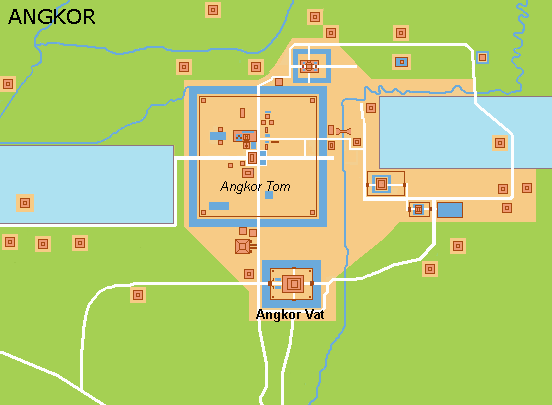
Angkor Tom y Angkor Wat.
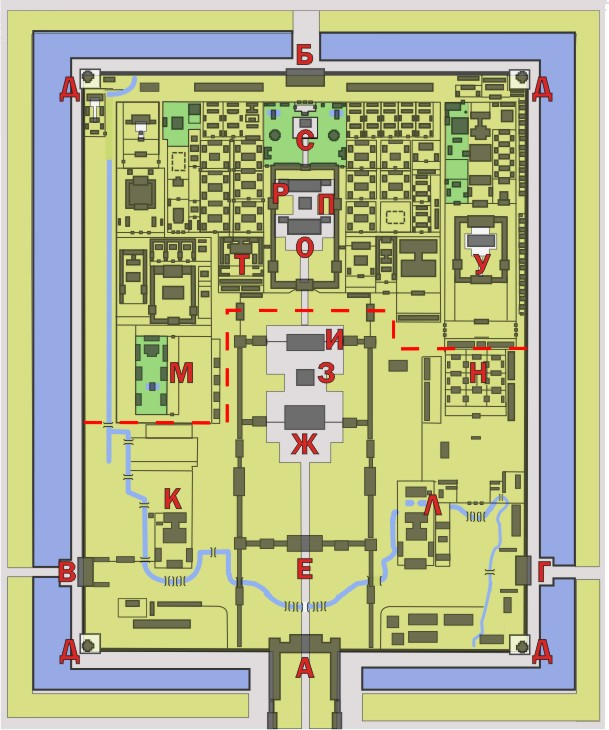
Ciudad Prohibida de Pekín.
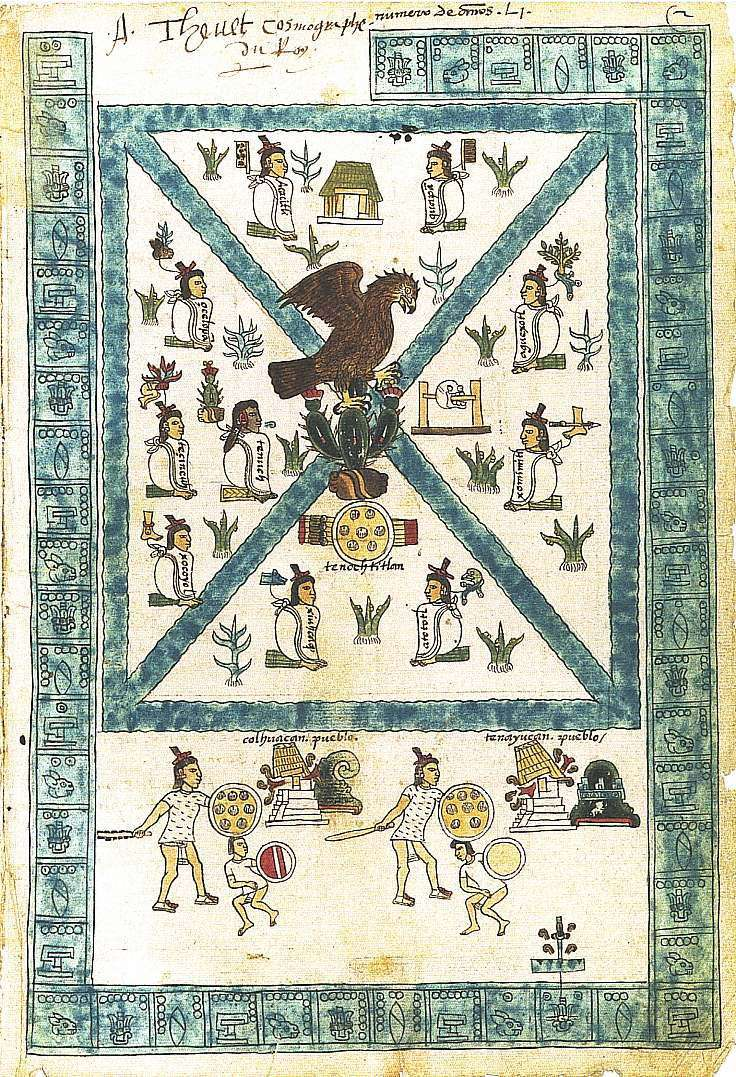
Tenochtitlán representada en el Codex Mendoza.

## Edad Media
La decadencia de la ciudad clásica grecorromana llevó a la ruralización, especialmente en Occidente; y a la sustitución del urbanismo clásico por el de la ciudad islámica o el de la ciudad europea medieval. Aunque, en ambos casos, el urbanismo medieval pasa por ser la máxima expresión de la espontaneidad del plano irregular, de crecimiento orgánico, hay muchos testimonios de concepciones teóricas de cómo debería ser una ciudad ideal.
La llamada utopía de Saint Gall (ca. 819-826) es una planta idealizada de las dependencias de un monasterio, que responde no al real monasterio de Saint Gall, sino al concepto de todo lo que sería necesario para una vida monástica perfecta; aunque usando los lógicos precedentes de algunas de las soluciones arquitectónicas y urbanísticas ensayadas por la arquitectura prerrománica, especialmente en los palacios carolingios (como el palacio de Aquisgrán y otros, a su vez inspirados en el de Teodorico el Grande, dentro del complejo palaciego y eclesial tardorromano, ostrogodo y bizantino de Rávena). El mayor ejemplo de monasterio benedictino fue Cluny.
En el siglo X, mientras Abderramán III emprendía la construcción de Medina Azahara (ciudad palatina levantada junto a la Córdoba califal), en Persia Al-Farabi definió la ciudad ideal como una sociedad ordenada en la que todos sus habitantes se ayudan para obtener la felicidad, comparándola a un cuerpo perfecto y sano. Tal ciudad tiene una función primordialmente educativa, y es mantenida, regida, y concebida, creándose una armonía y una unidad tan natural como la del cuerpo vivo.
Ya en la Baja Edad Media, bastides, sauvetés y castelnaus son distintas formas de villeneuves o ville nouvelle ("villanuevas") de la Francia medieval.

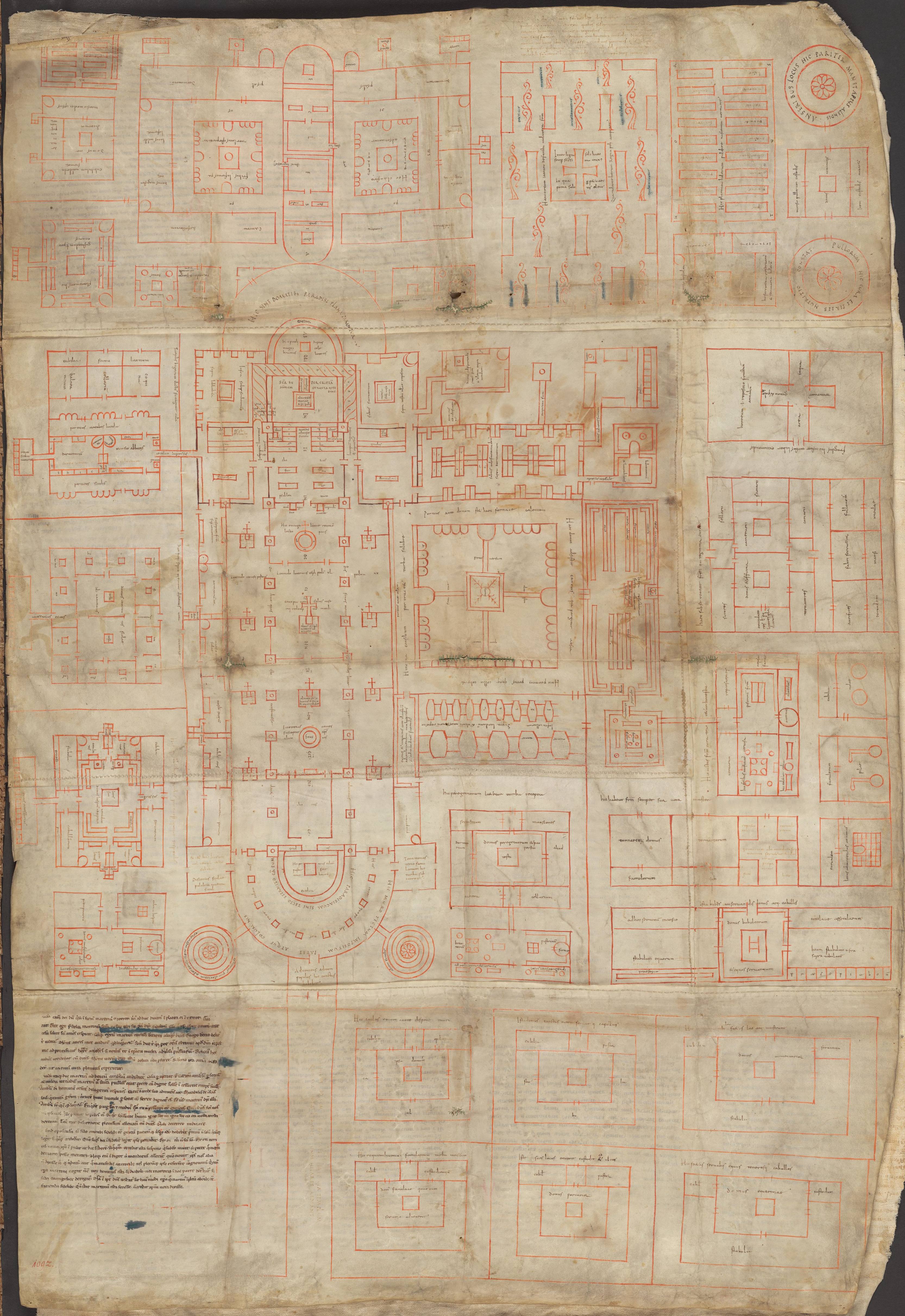
La utopía de Saint Gall.
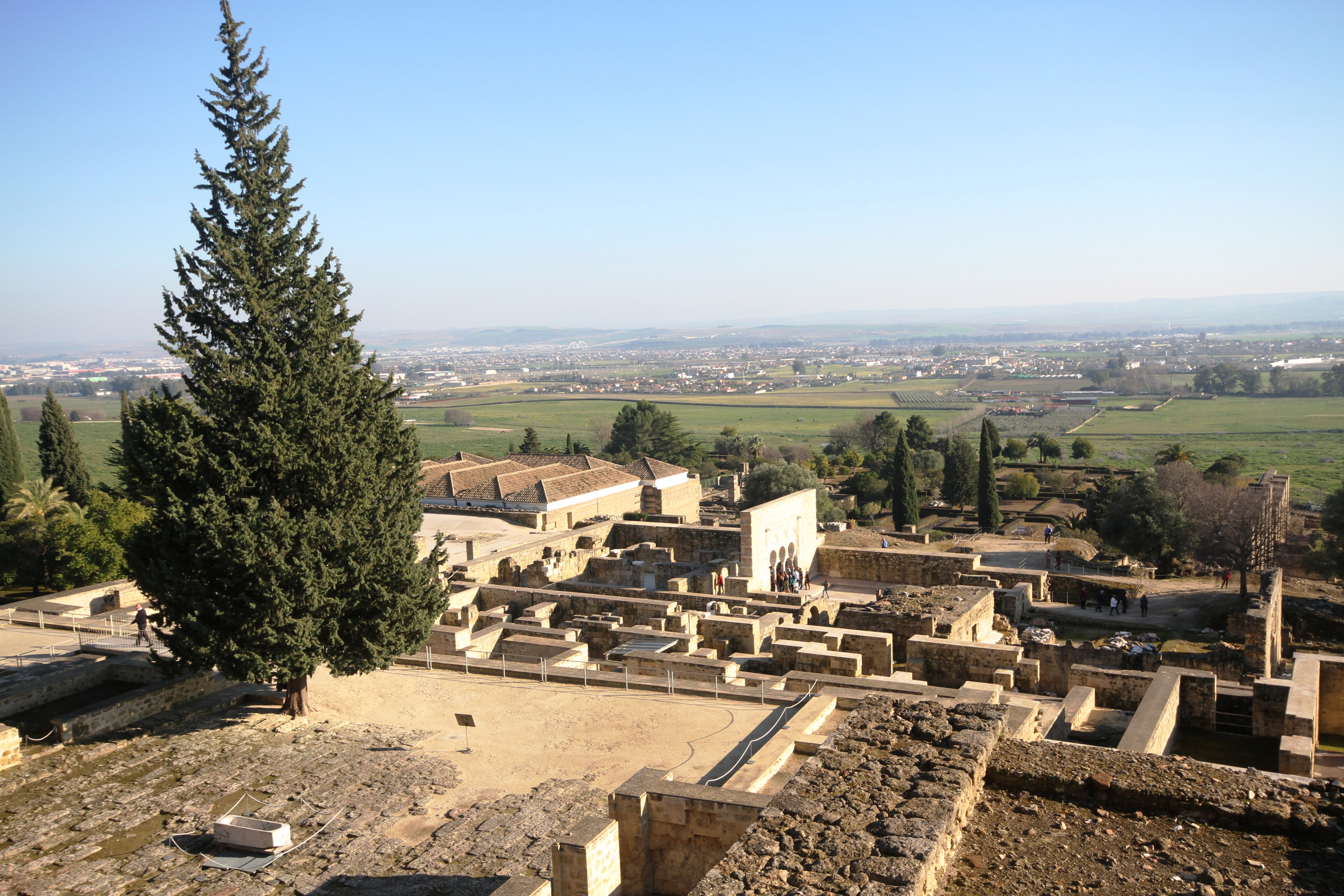
Vista de las ruinas de Medina Azahara.
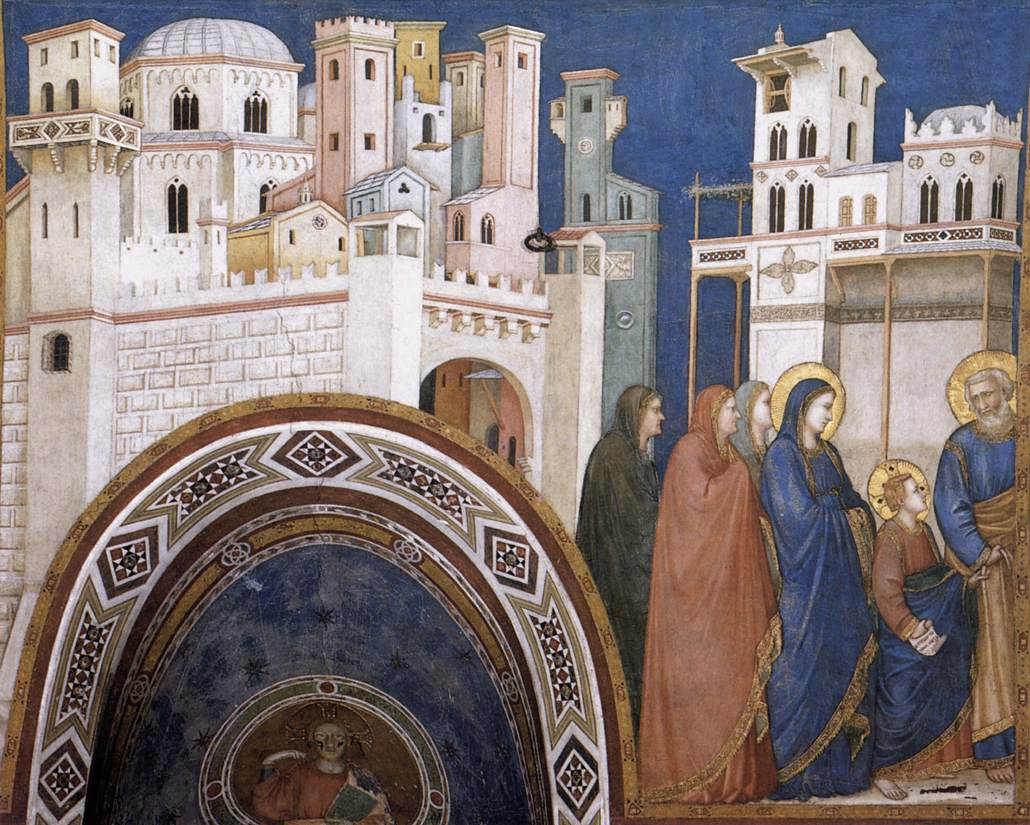
Jerusalén representada en un fresco de Giotto.
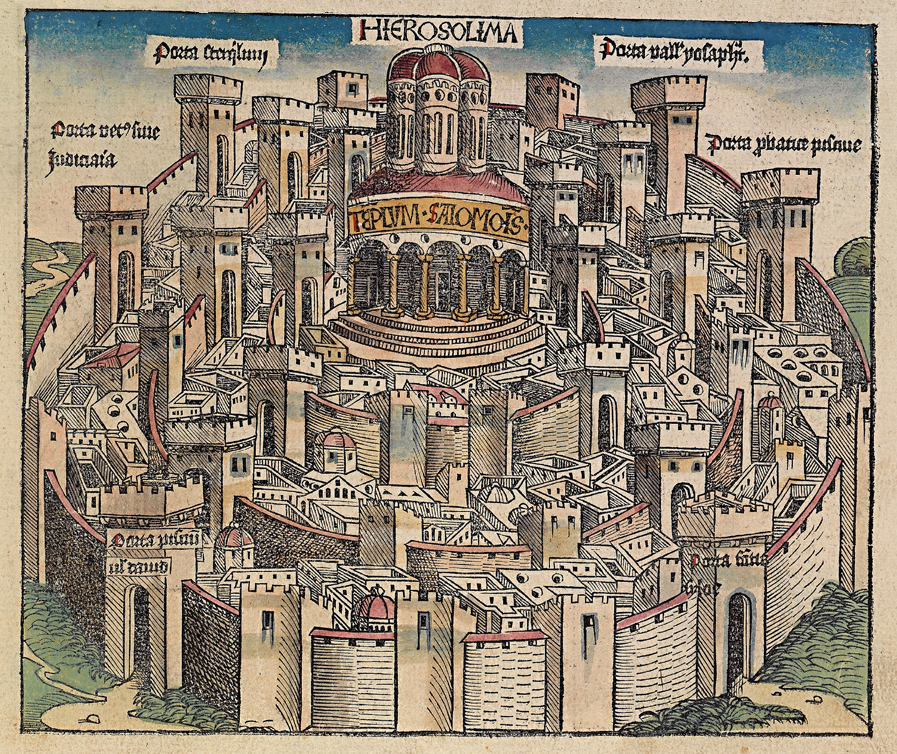
Jerusalén en un grabado de Las Crónicas de Núremberg.
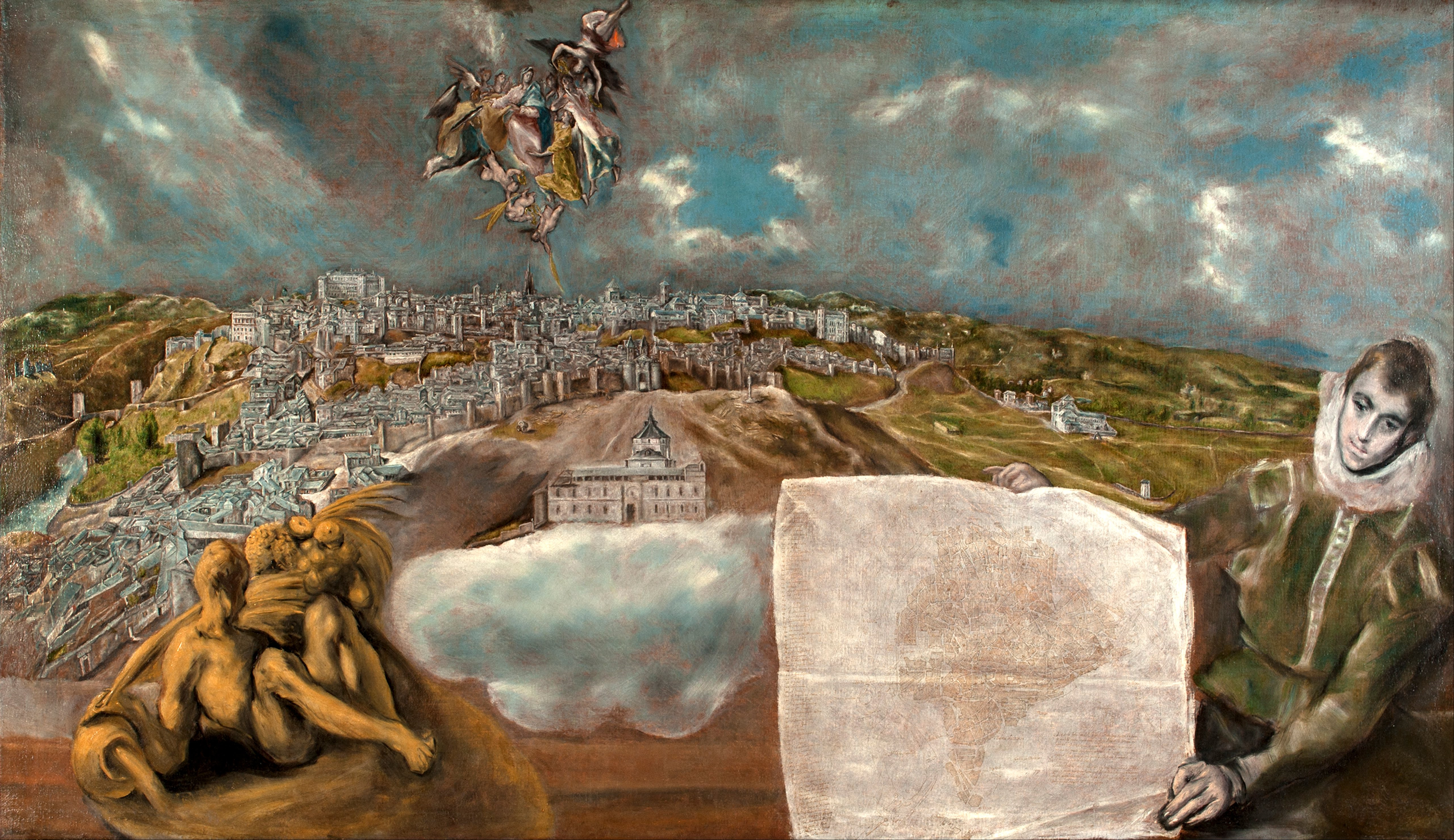
Vista y plano de Toledo, de El Greco.

## Lacittà idealeen el arte del Renacimiento
La concepción de una "ciudad ideal" (città ideale) fue uno de los tópicos del Renacimiento, especialmente en su arquitectura, desde la Italia del Quattrocento; aunque ni en esa época ni en el Cinquecento se realizaron programas urbanísticos ambiciosos de diseño planificado, a excepción del relativamente modesto conjunto de Pienza (Bernardo Rossellino, para el papa Pío II, 1458-1464), o de la romana piazza del Campidoglio (Miguel Ángel, para el papa Paulo III, 1536). Sí hubo oportunidad de hacerlo en la colonización española de América (caracterizada por un urbanismo planificado en torno a la plaza de armas, heredera de la plaza mayor o plaza de arrabal del urbanismo castellano); mientras que las grandes perspectivas no se realizaron en la práctica hasta el urbanismo barroco. En los siglos XV y XVI los grandes espacios abiertos (flanqueados por edificios alineados que se alejan hacia la línea del horizonte, cerrada por un hito urbano destacado, de formas clásicas, preferiblemente un edificio de planta centralizada rematado por una cúpula o cubierta equivalente) se restringieron a la imaginación y los diseños gráficos de los artistas, estimulados por el descubrimiento de las leyes de la perspectiva cónica o regula albertiana, que definió Leon Battista Alberti tras el famoso experimiento de Brunelleschi ante el baptisterio de Florencia (1416). Para Leonardo da Vinci la anchura de la calle será proporcional a la altura de las casas. Filarete, en su Trattato di Architettura (1464) diseñó Sforzinda, una utópica ciudad en honor a Francisco Sforza, que no llegó a construirse. Su muralla estrellada prefigura la  traza italiana de las fortificaciones que se construyeron por toda Europa, culminando en los diseños de Vauban para Luis XIV. El Renacimiento español recibió la influencia de las especulaciones italianas sobre la ciudad ideal y las plasmó, con criterios propios, en las reformas cisnerianas de Alcalá de Henares, un modelo de Civitate Dei universitaria, y en las transformaciones de las ciudades de Úbeda y Baeza, experiencias que se trasladaron a la América española y a otros lugares del mundo. Como repercusión lejana en el tiempo de las especulaciones de los pintores del Quattrocento, se ha señalado la pintura metafísica de Giorgio de Chirico.

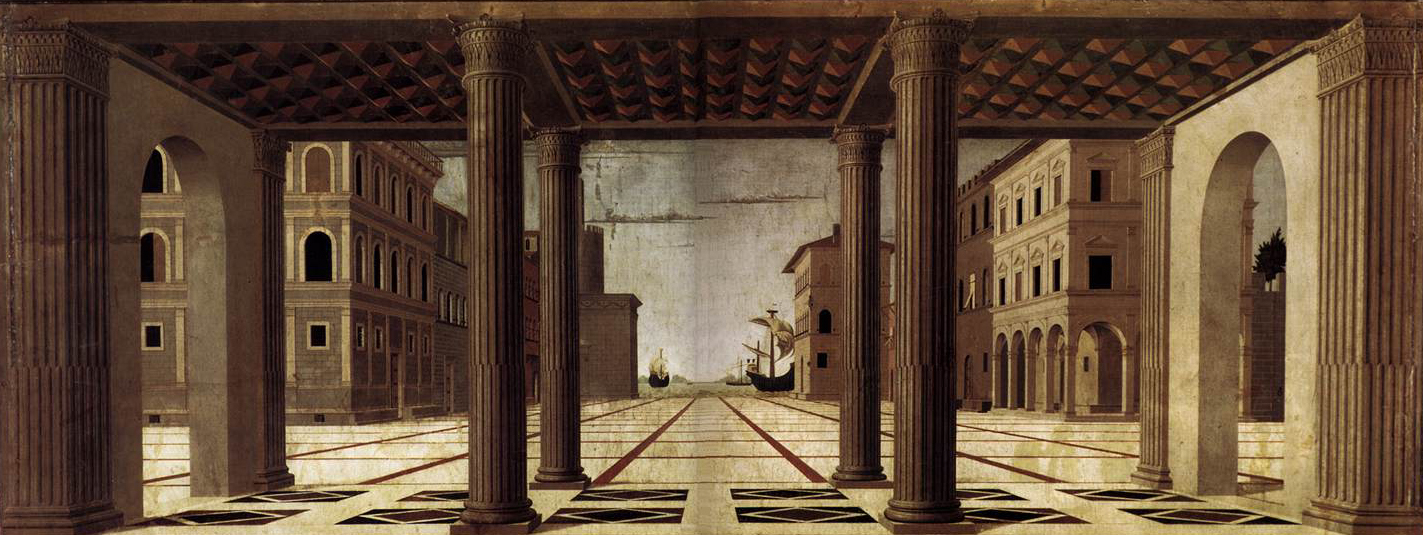
La ciudad ideal llamada "de Berlín", sin atribución, ca. 1477 (Gemaldegalerie, Berlín).

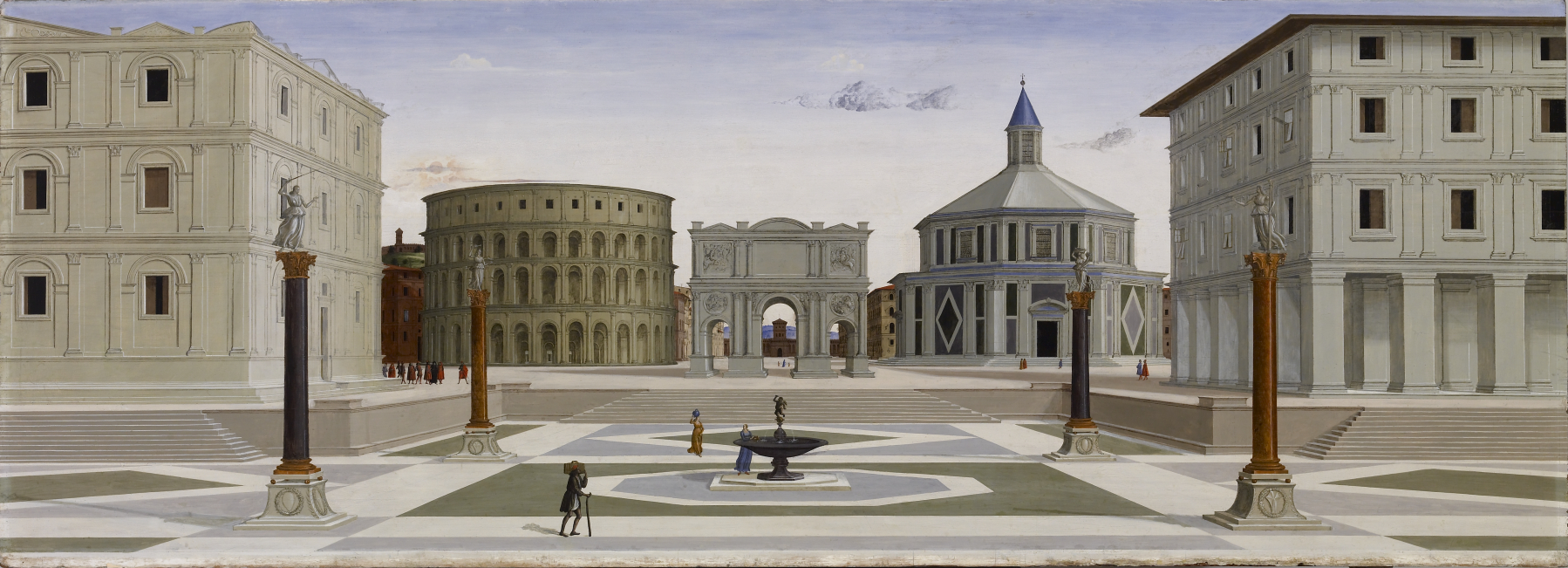
La ciudad ideal llamada "de Baltimore", atribuida a Fra Carnevale, ca. 1480-1484 (Walters Art Museum, Baltimore).

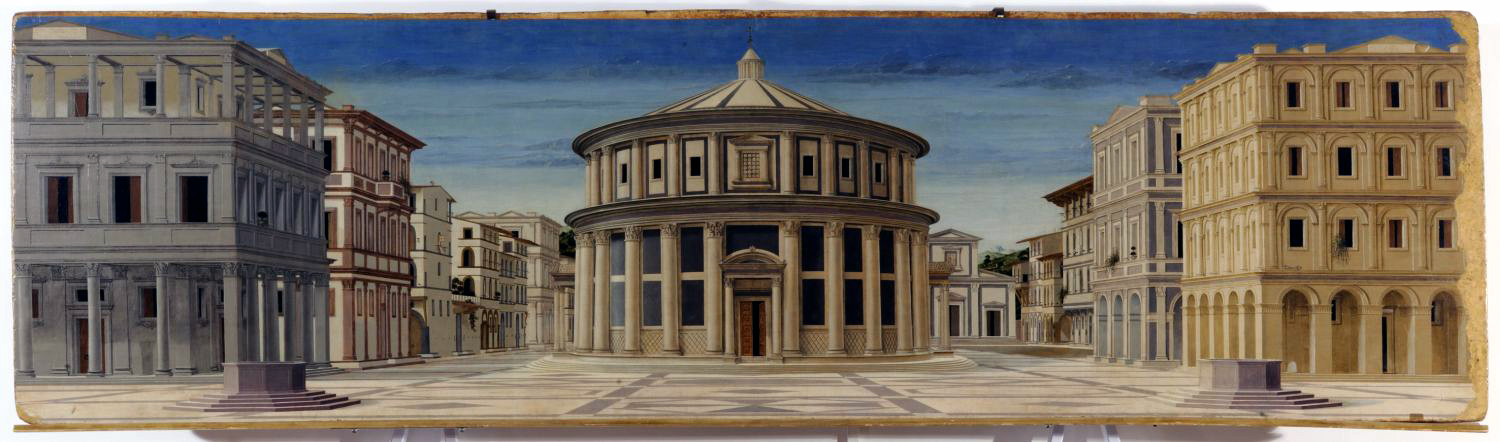
La ciudad ideal llamada "de Urbino", atribuida a alguno de los pintores de la corte urbinesa de Federico de Montefeltro (Piero della Francesca, Melozzo da Forlì, Luciano Laurana o Francesco di Giorgio Martini), o a los del círculo florentino de Lorenzo el Magnífico (Giuliano da Sangallo o su taller, Botticelli o Leon Battista Alberti -en cuyo caso, sería su única obra pictórica-), ca. 1480-1490 (Galleria Nazionale delle Marche, Urbino).

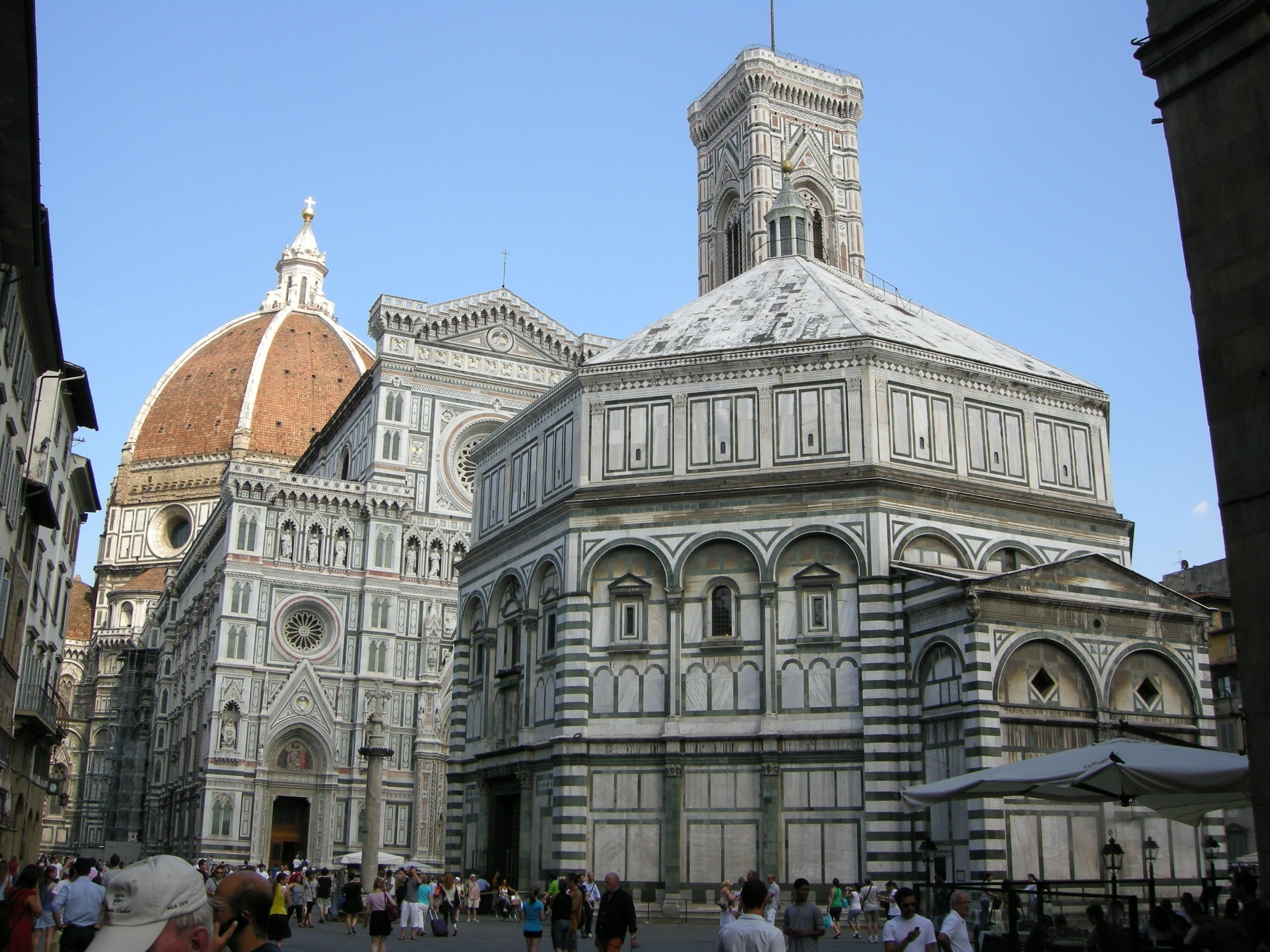
Piazza de San Giovanni, baptisterio y catedral de Florencia.
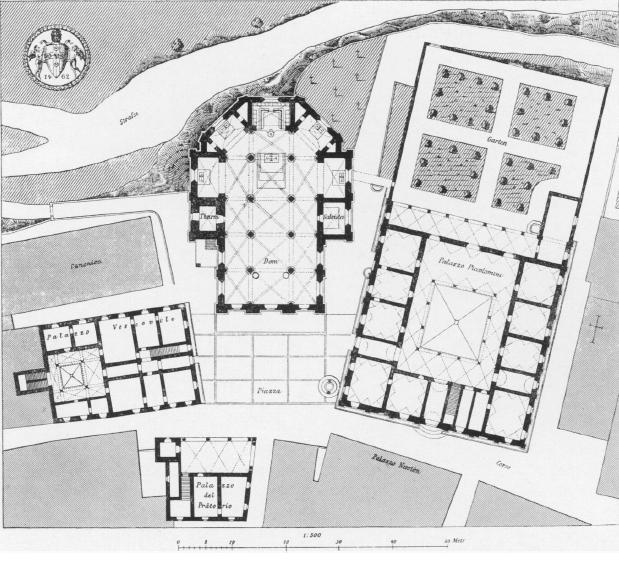
Planta de la Piazza de Pienza y sus edificios aledaños.
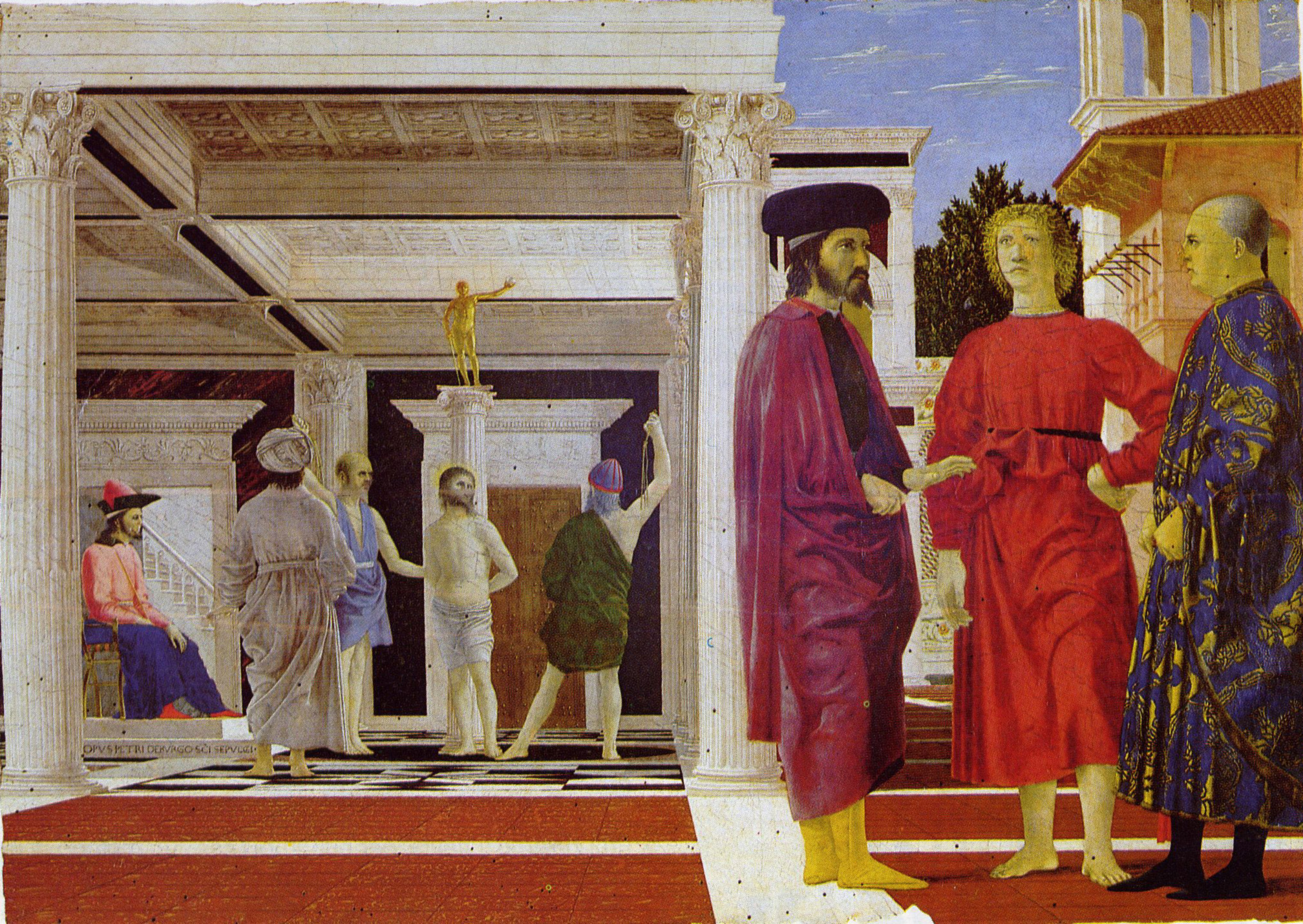
La flagelación, de Piero della Francesca, 1444-1469 .
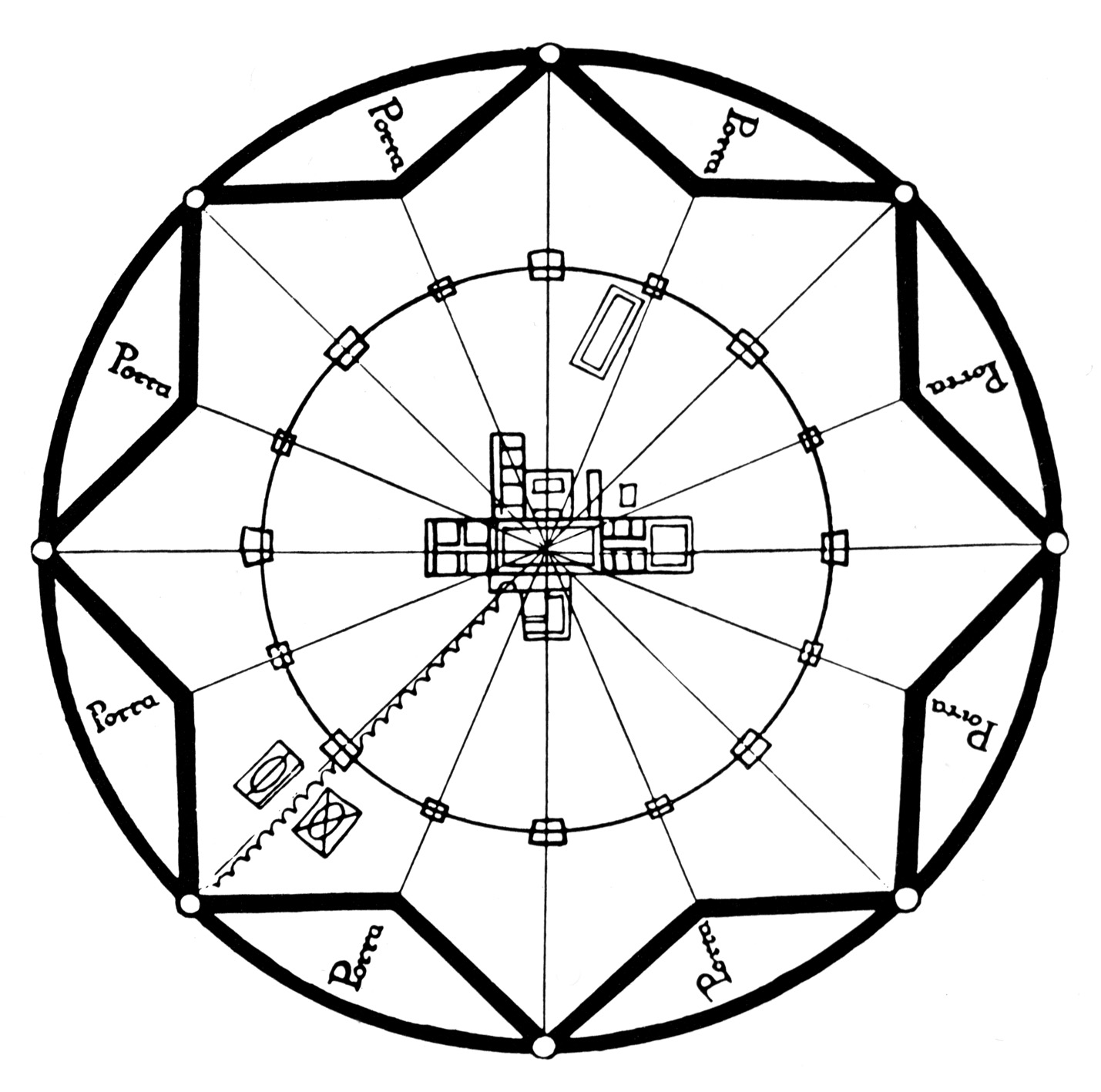
Trazado de Sforzinda, de Filarete.
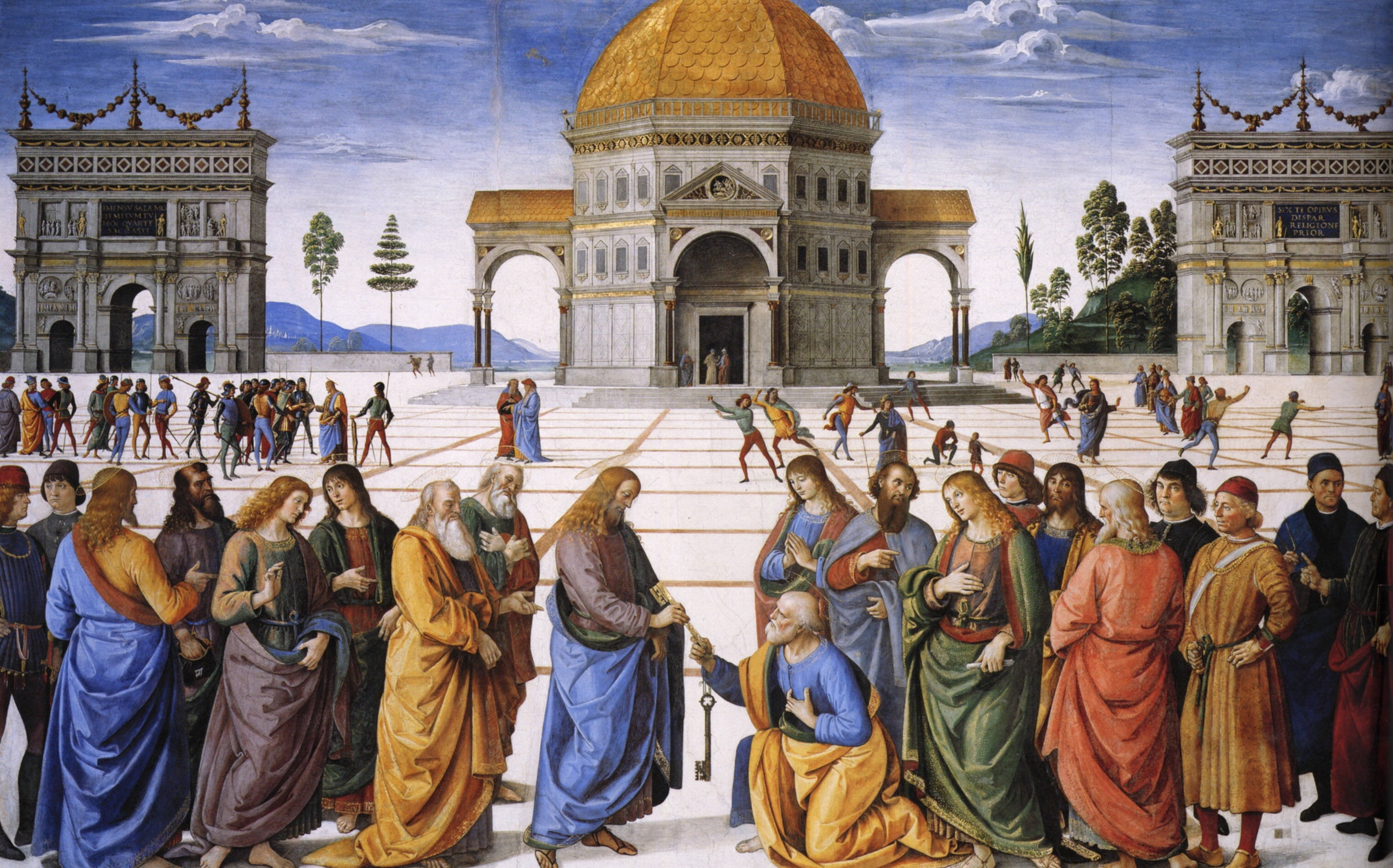
Entrega de las llaves a San Pedro, fresco de la Capilla Sixtina, de Perugino, 1481-82.
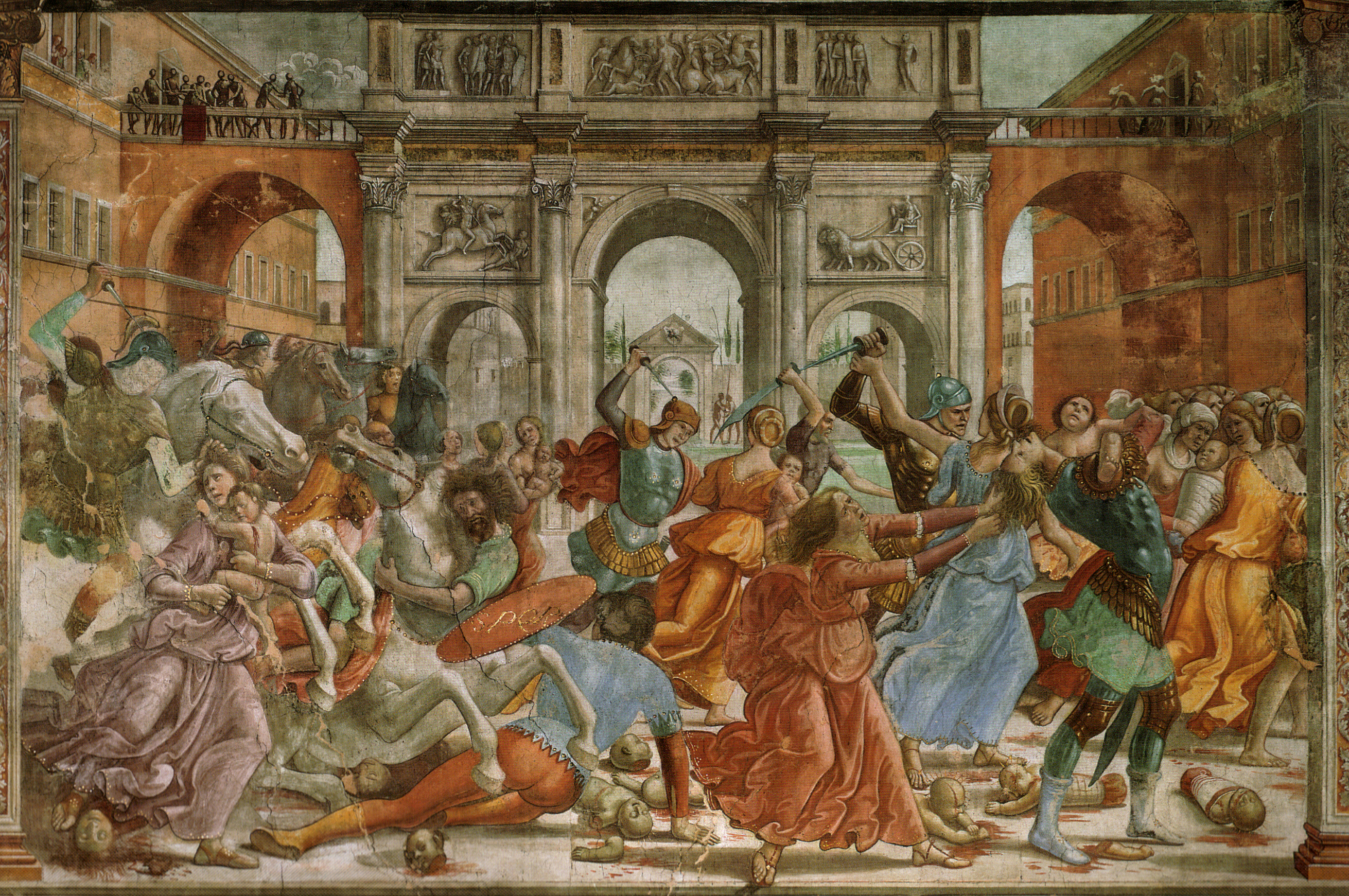
La matanza de los inocentes en la Capilla Tornabuoni, de Domenico Ghirlandaio (1485-1490). El resto de las escenas tienen composiciones semejantes.
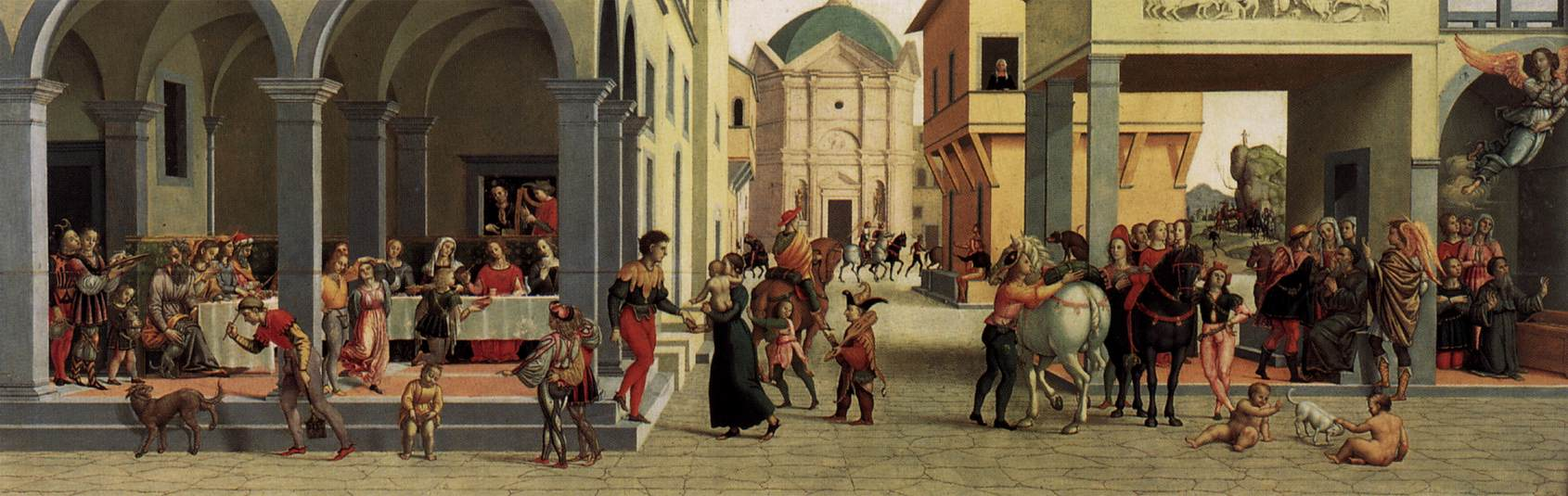
Historia de Tobías, de Giuliano Bugiardini, ca. 1500.
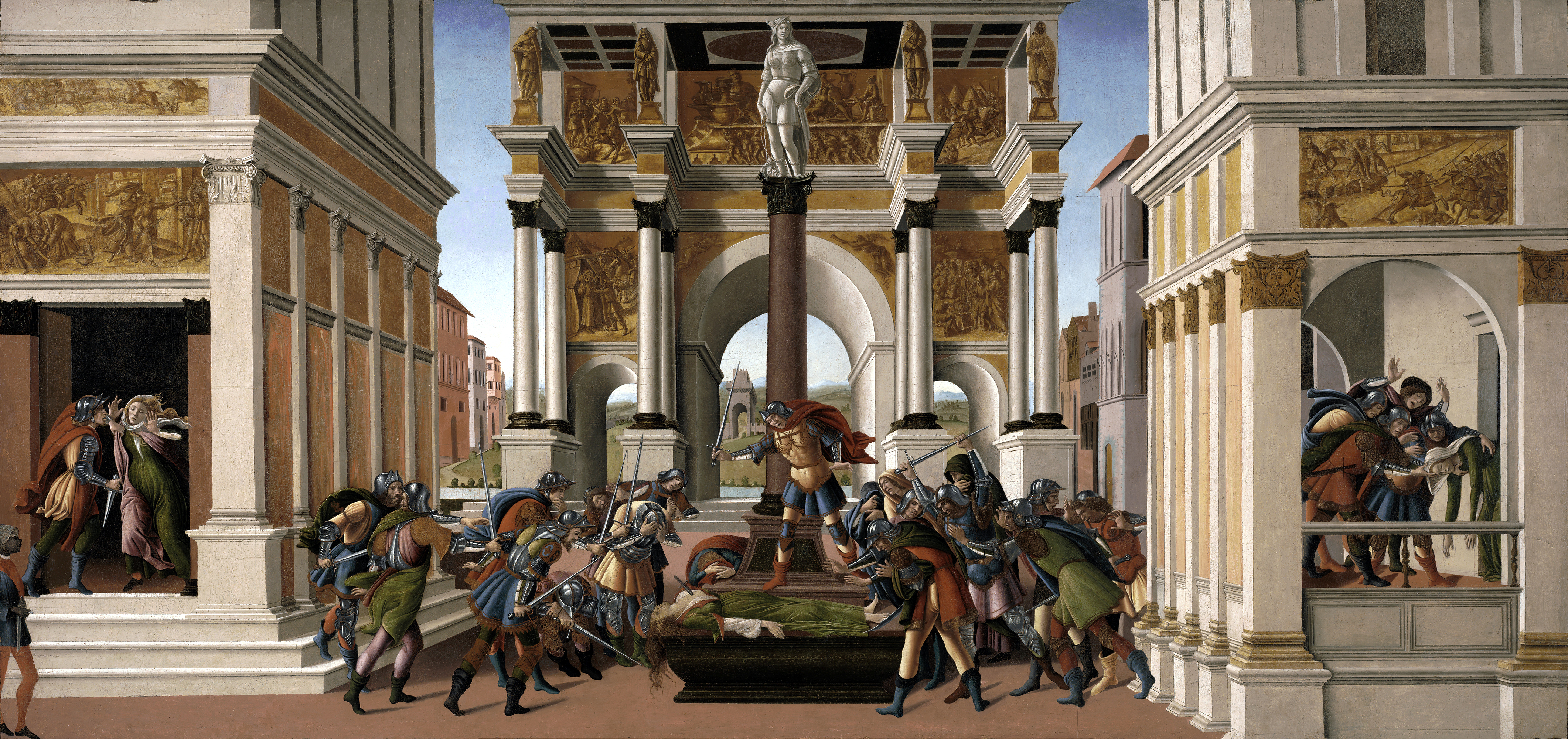
Suicidio de Lucrecia, de Sandro Botticelli, ca. 1500-1501.
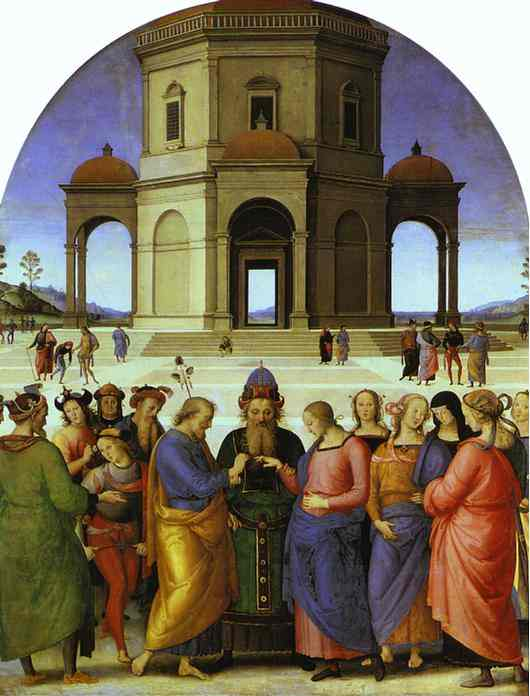
Los desposorios de la Virgen, de Perugino, ca. 1501-1504.
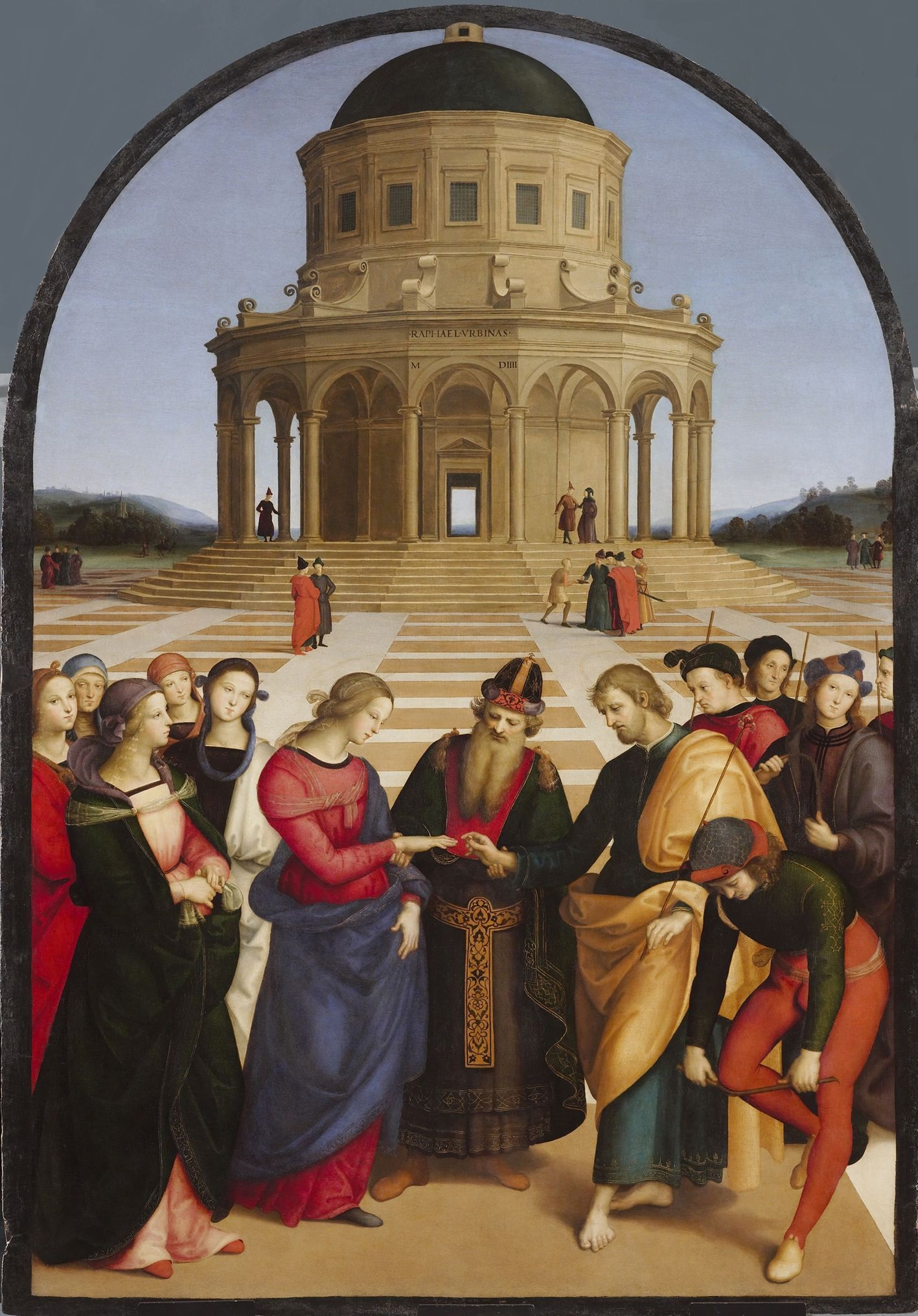
Los desposorios de la Virgen, de Rafael, 1504.
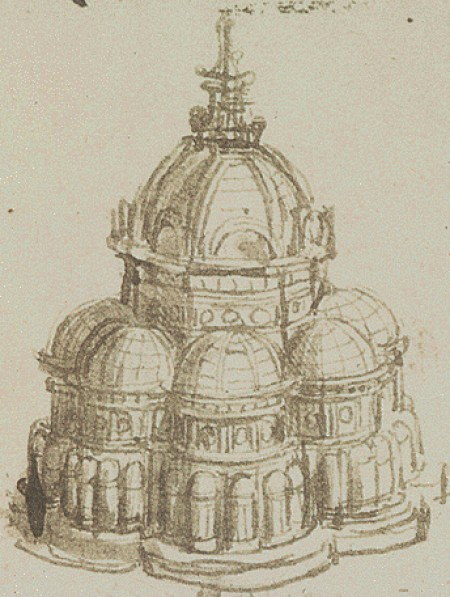
Dibujo de iglesia de planta central de Leonardo.
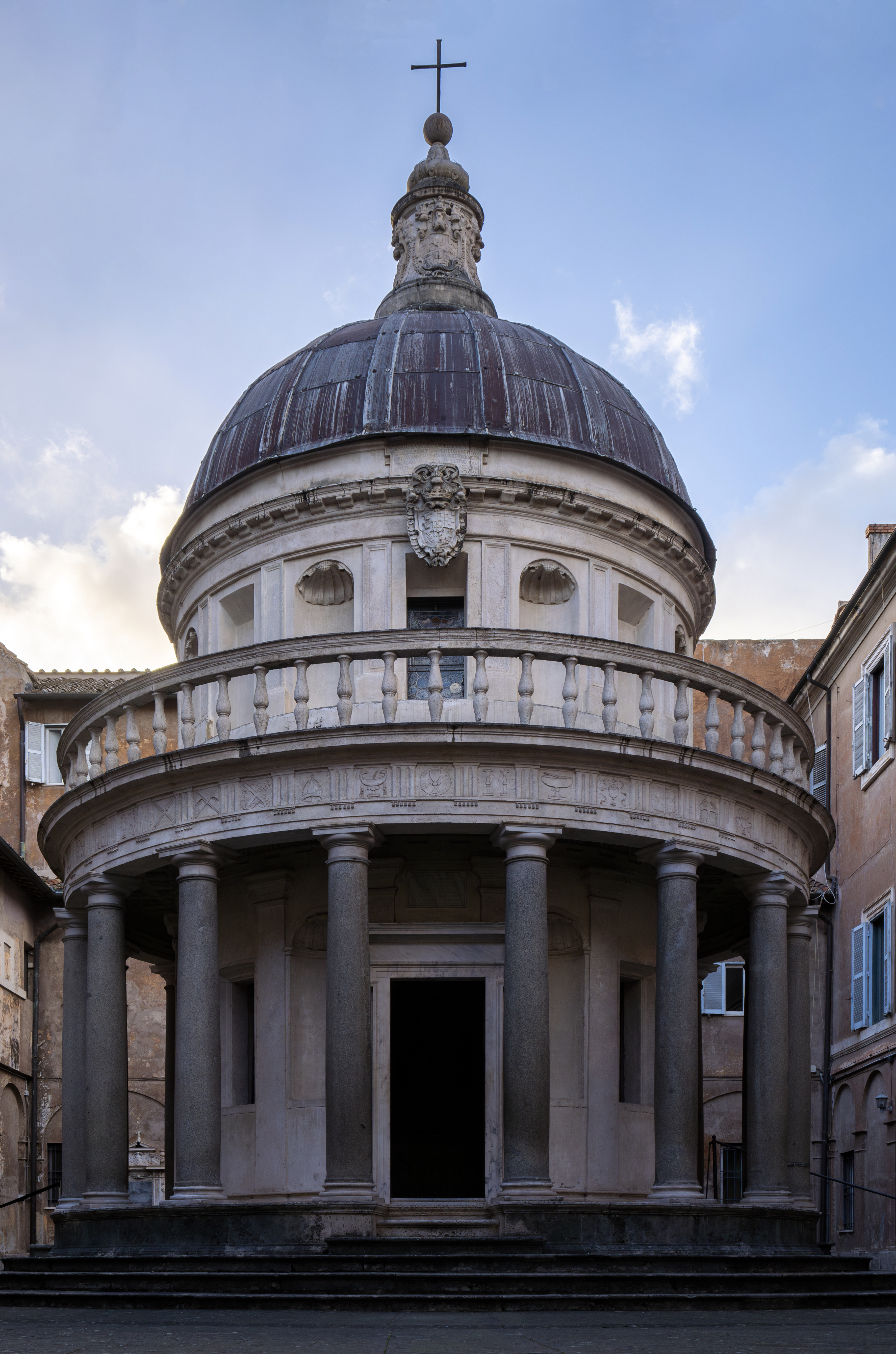
Tempietto de Bramante en San Pietro in Montorio, 1502-1510.
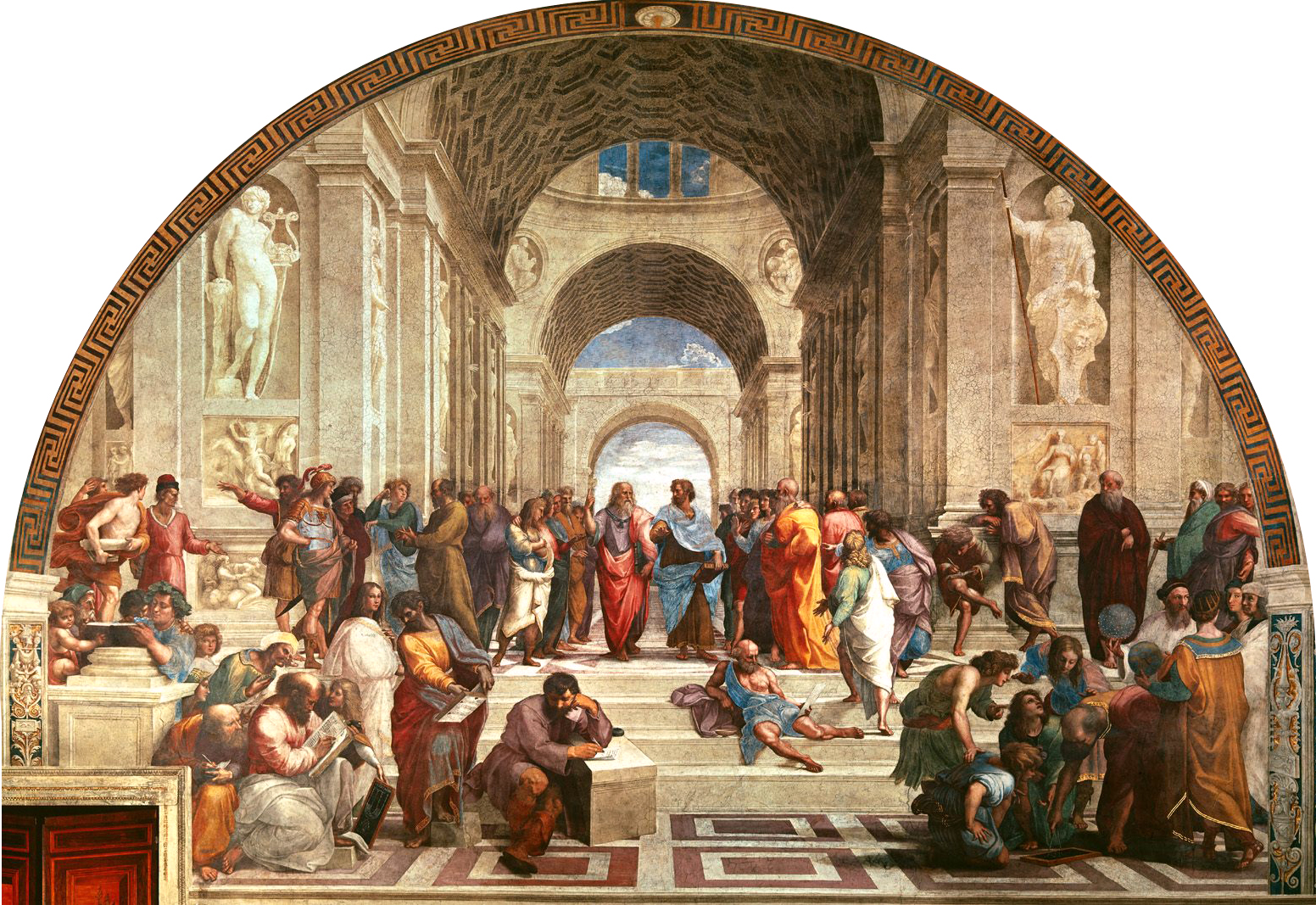
La escuela de Atenas, de Rafael, 1509.
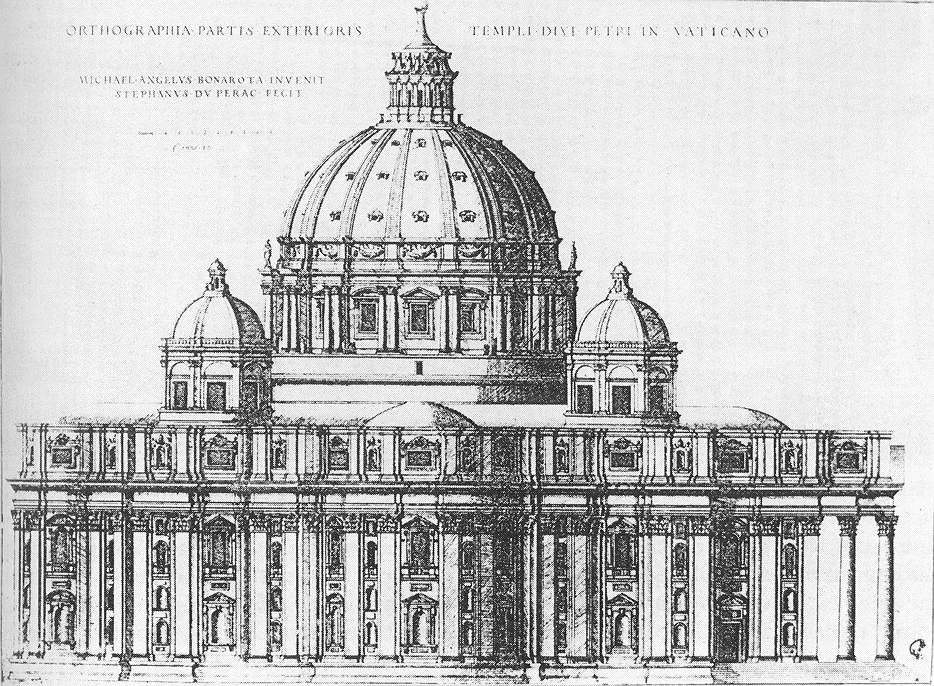
Proyecto para la basílica de San Pedro de Miguel Ángel.
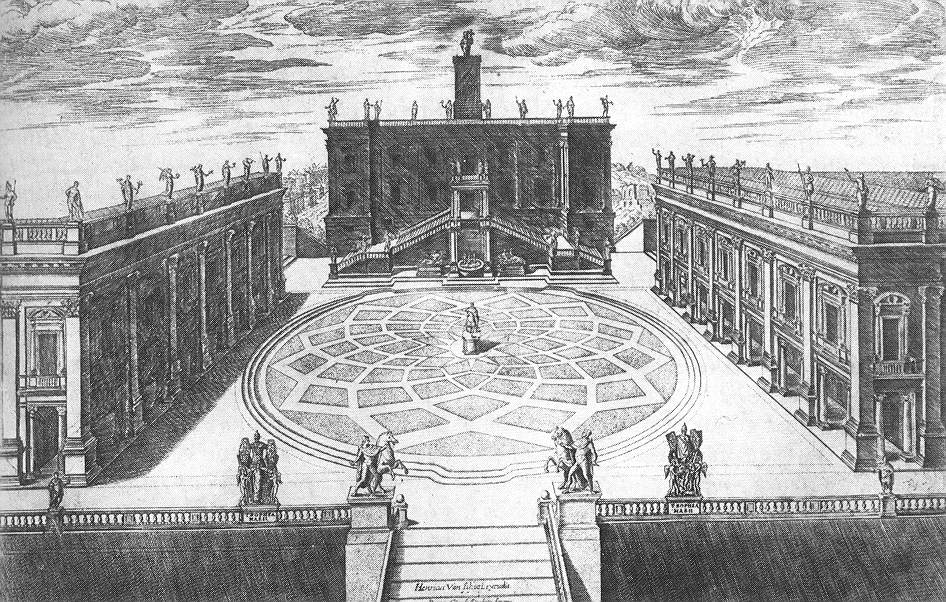
Grabado de la piazza del Campidoglio.

Manierismo
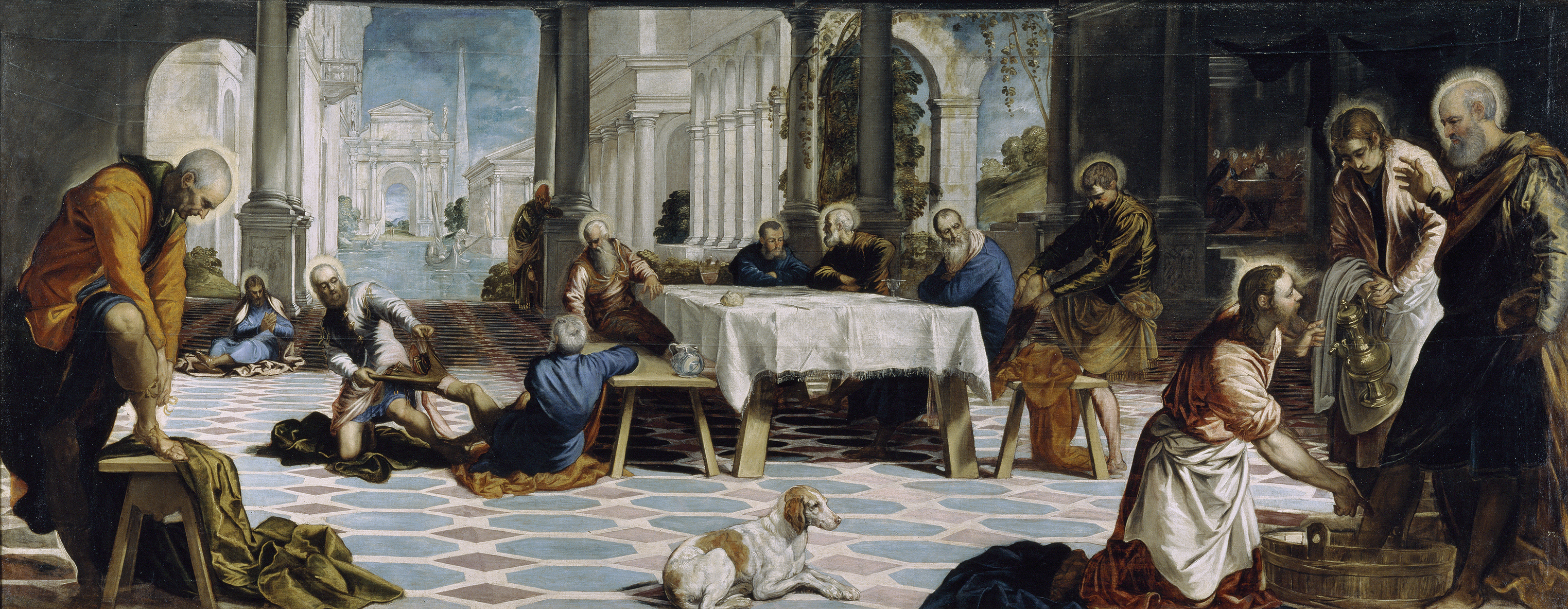
El lavatorio, de Tintoretto, 1548-1549.
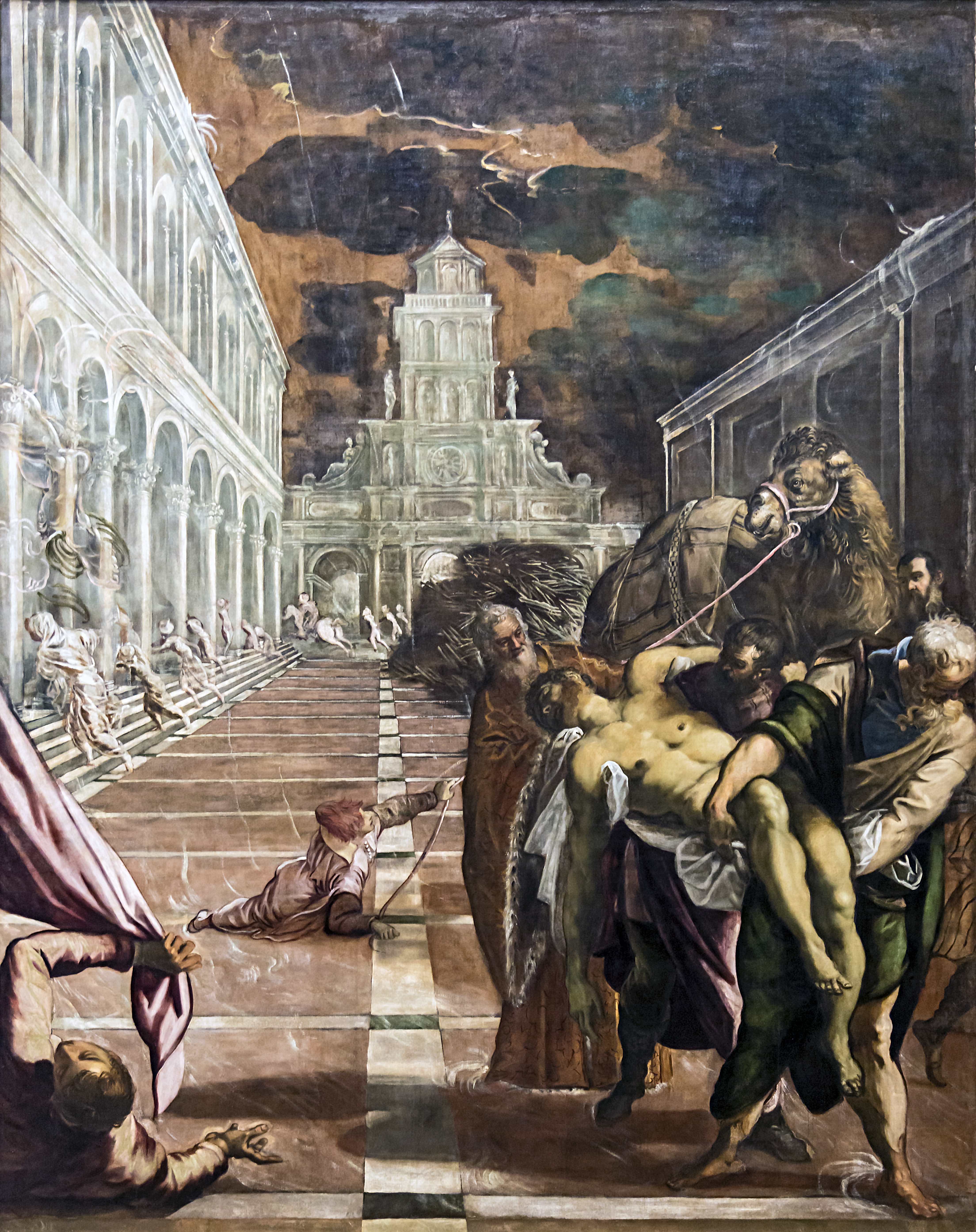
Traslación del cuerpo de San Marcos, de Tintoretto, 1562-1566.
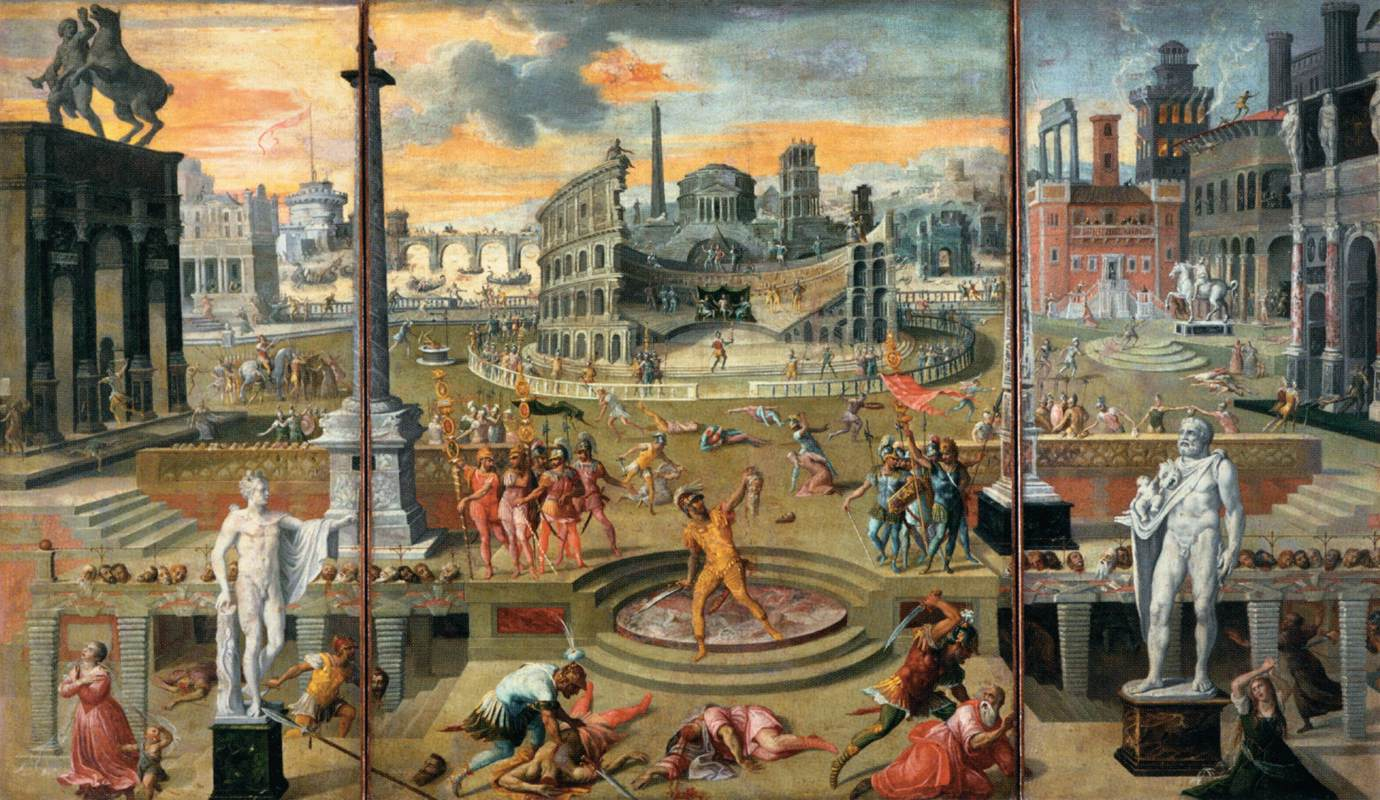
Las masacres del Triunvirato, de Antoine Caron, 1566.
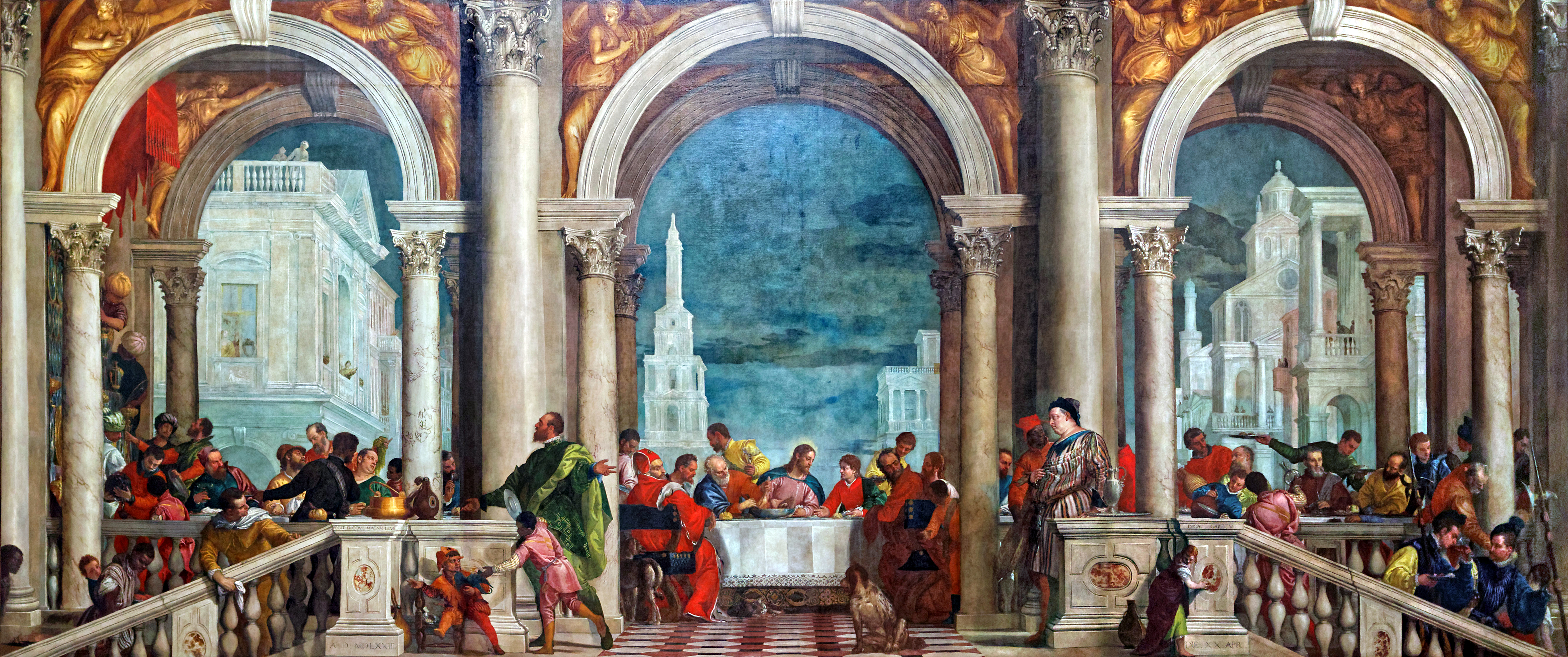
Cena en casa de Leví, del Veronés, 1573.
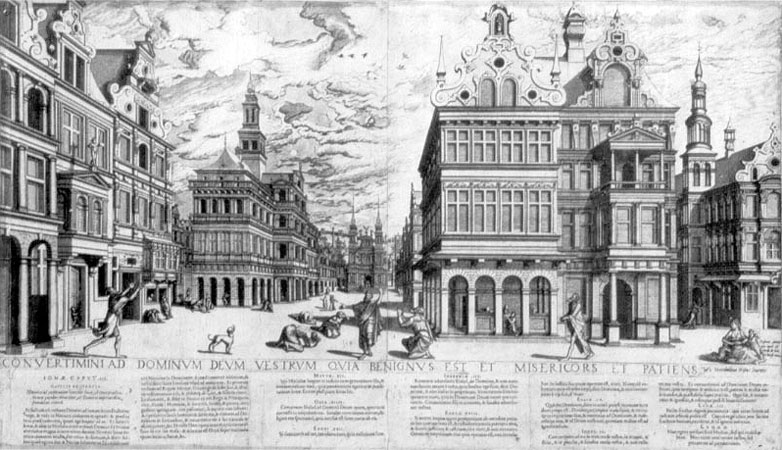
Nínive, conforme a la profecía de Jonás, de Hans Vredeman de Vries, 1577-1578.

## Edad Contemporánea
A mediados del siglo XVIII, simultáneamente al inicio de la Revolución industrial inglesa y de los movimientos sociales e ideológicos que llevaron a las revoluciones liberales, coincidieron varios hechos circunstanciales que contribuyeron a un cambio en la manera de concebir la idea de ciudad. En el reino de Nápoles se descubrieron las ruinas de Pompeya (1748), desatando una verdadera moda neoclásica. En 1751 comienza a publicarse L'Encyclopedie, que defendía el predominio de la razón, los valores cívicos y la crítica a las instituciones tradicionales. Tras el terremoto de Lisboa de 1755 (un acontecimiento que, por otro lado, tuvo gran repercusión en el pensamiento de la Ilustración -Cándido o el optimismo, de Voltaire-) se pudo trazar libremente la actual Baixa Pombalina y la Praça do Comércio. Los arquitectos y urbanistas posteriores tendrán incluso más libertad, al menos en sus proyectos visionarios.

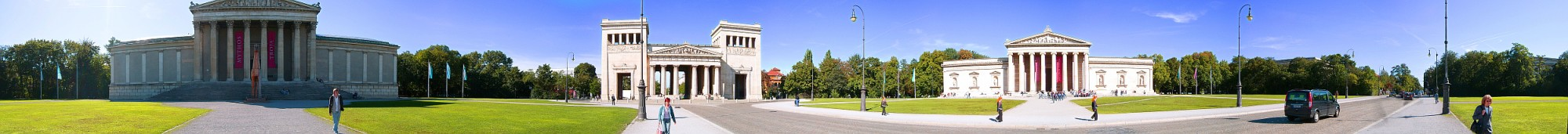
Panorámica de 360º de la Königsplatz (Múnich). Es un amplio espacio rodeado por edificios de arquitectura neoclásica (entre los que está el de la Gliptoteca, primero por la derecha). Trazada a partir de un concurso de 1807, su impresionante entorno fue utilizado como escenario de acontecimientos políticos por los reyes de Baviera y posteriormente por el nazismo. Los desfiles atravesaban el eje longitudinal pasando por debajo de los Propíleos (edificio del centro). Toda el área circundante se denomina Kunstareal ("Barrio del Arte").
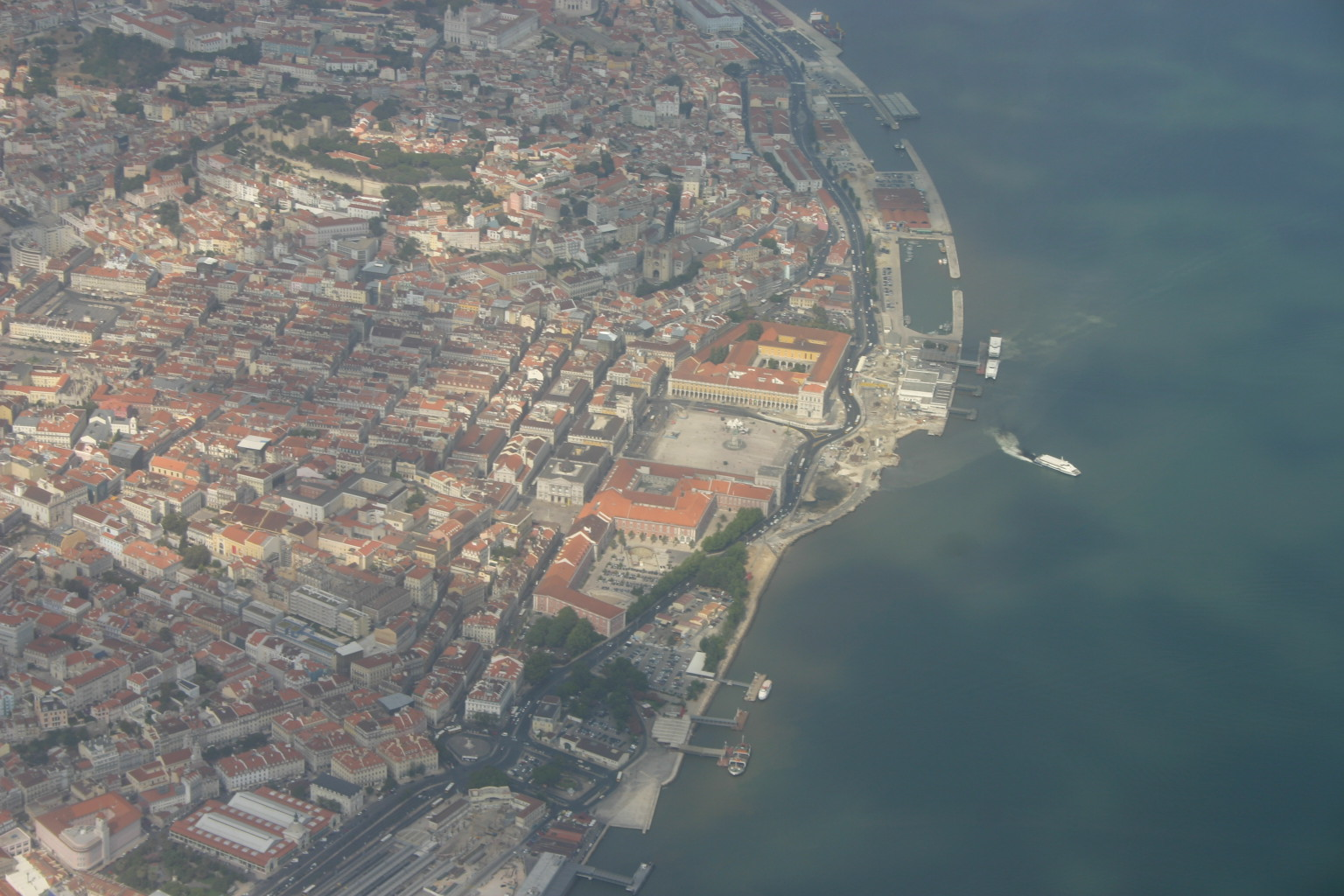
Vista aérea de esa zona de Lisboa.
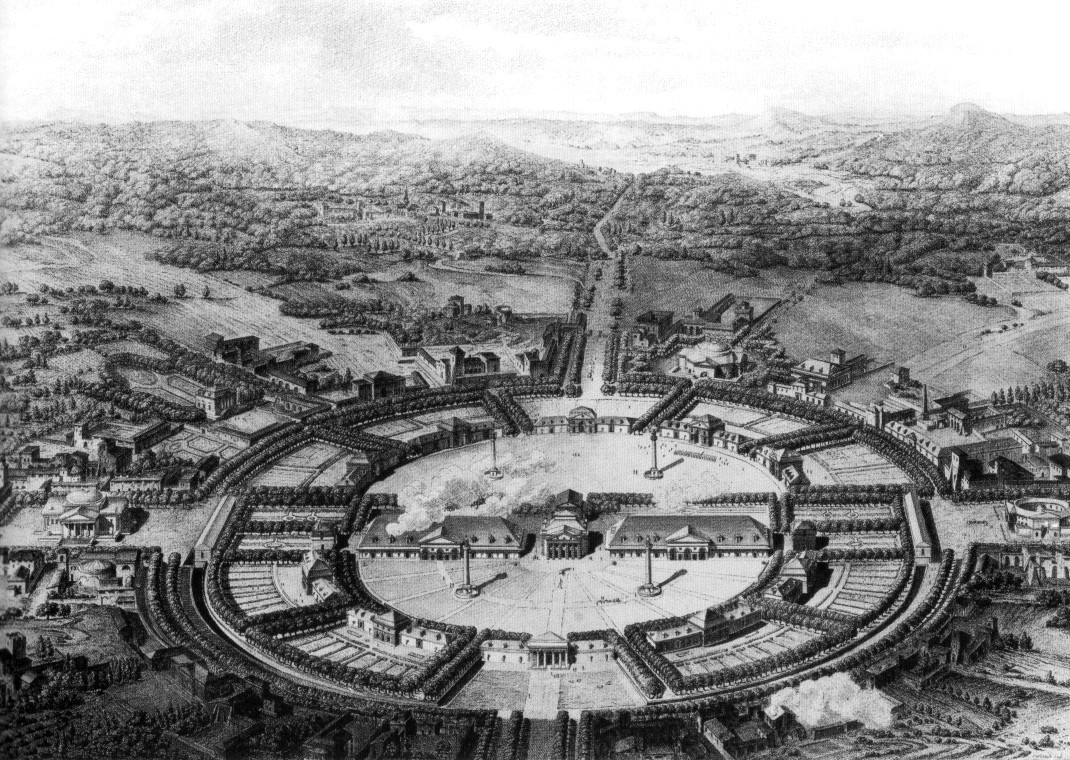
Proyecto para las Salinas Reales de Arc-et-Senans, Claude-Nicolas Ledoux, 1775–1779.
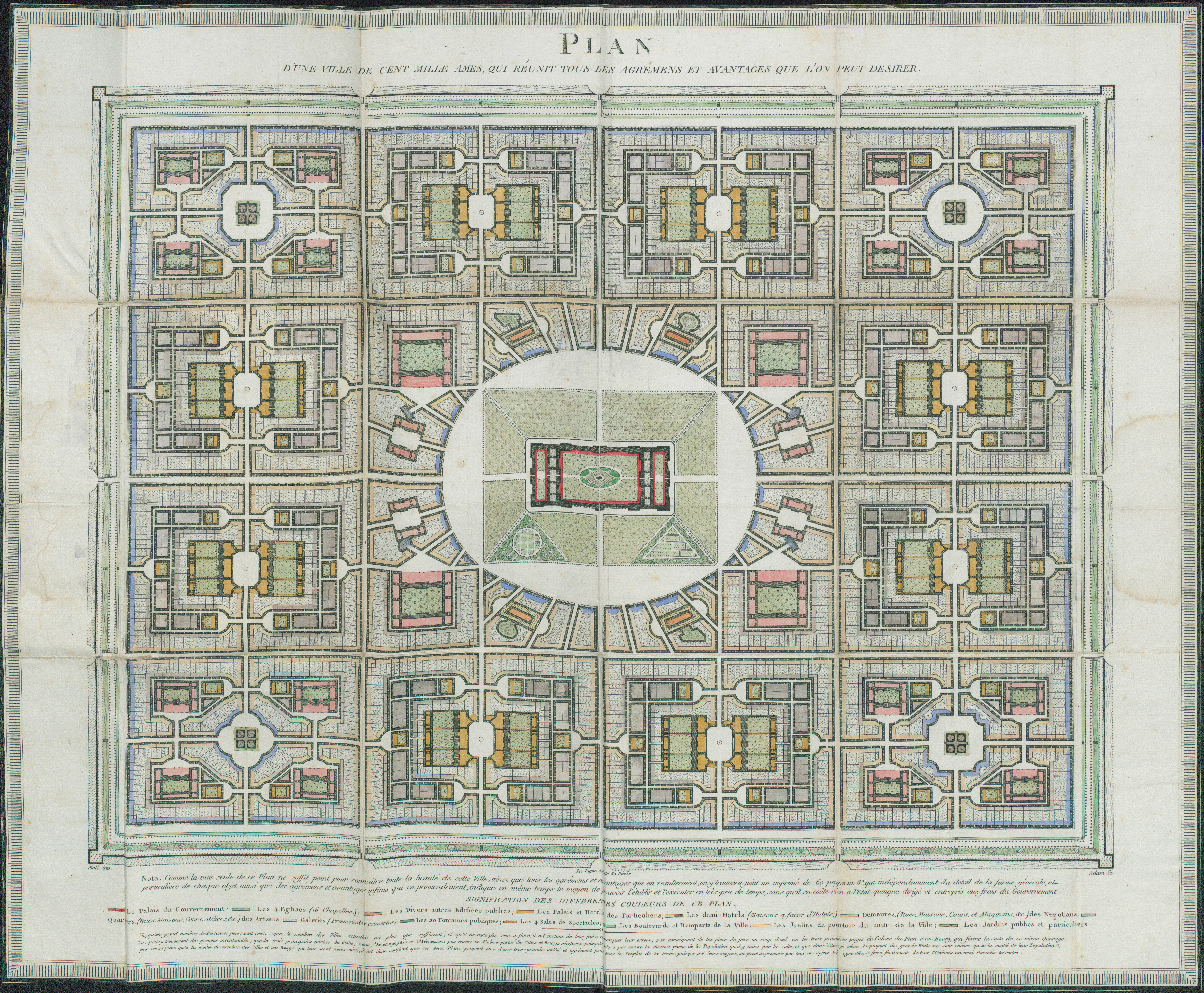
Plan d'une ville de cent mille ames ("plano de una ciudad de cien mil almas"), de Jean-Jacques Moll,[10] 1801.
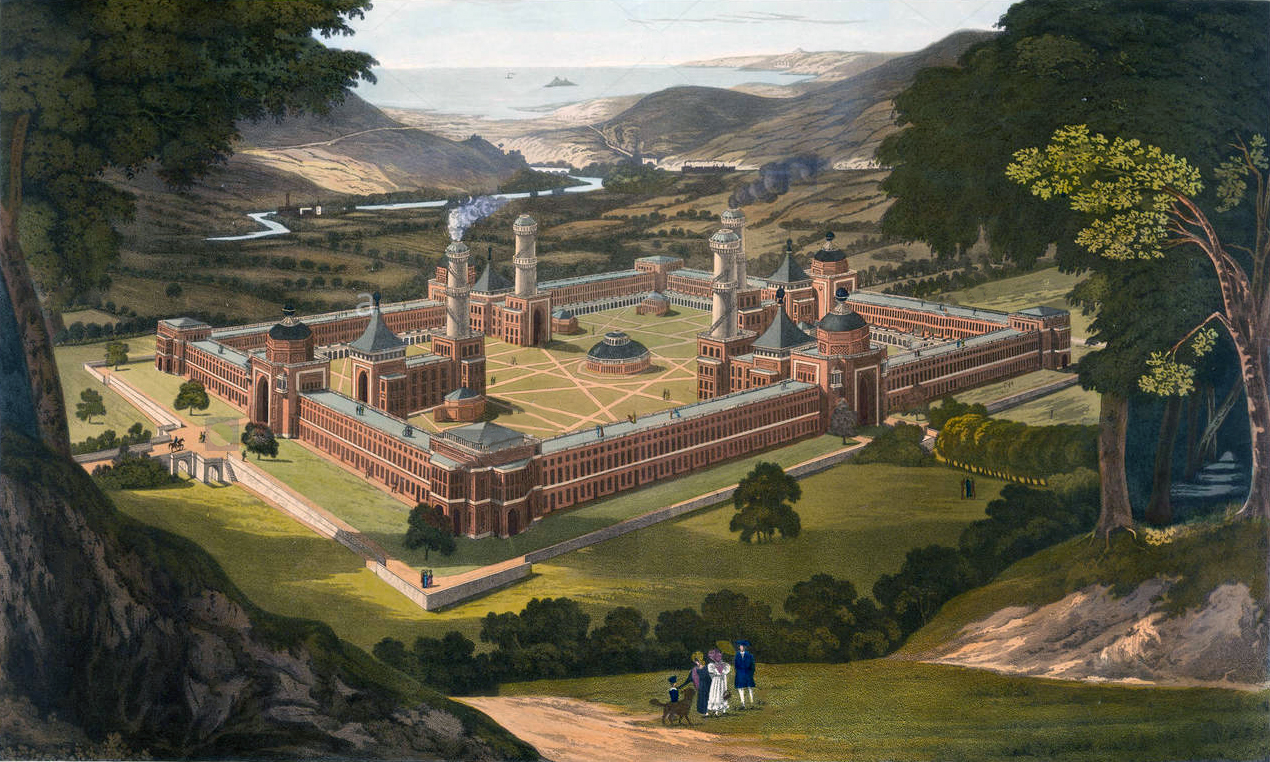
New Harmony, proyecto de Robert Owen.
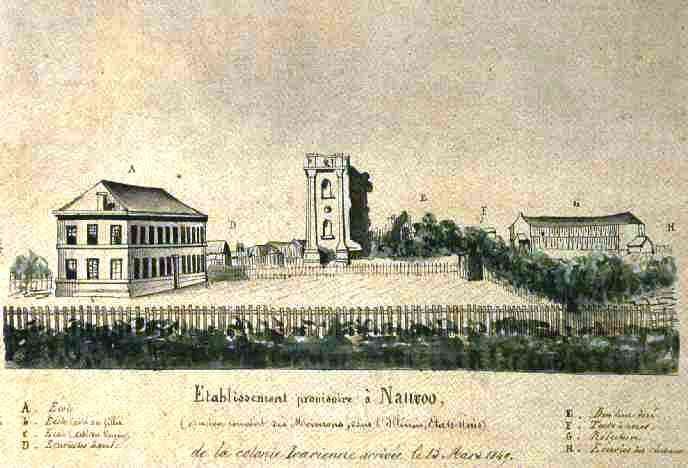
Proyecto de Icarie, de Étienne Cabet.
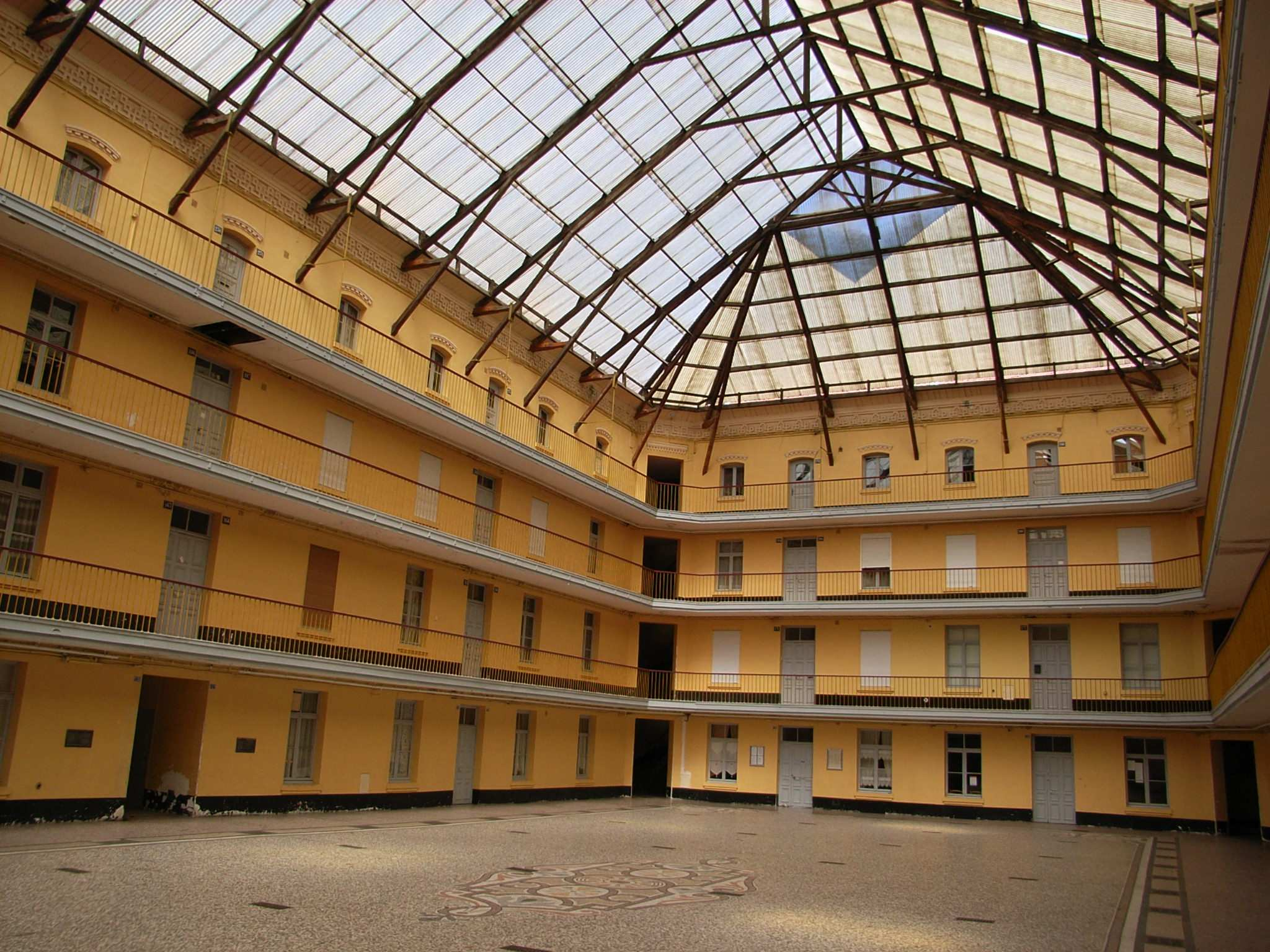
Vista interior del Familistère de Guise (1859-1880), de Charles Fourier. Véase también falansterio.
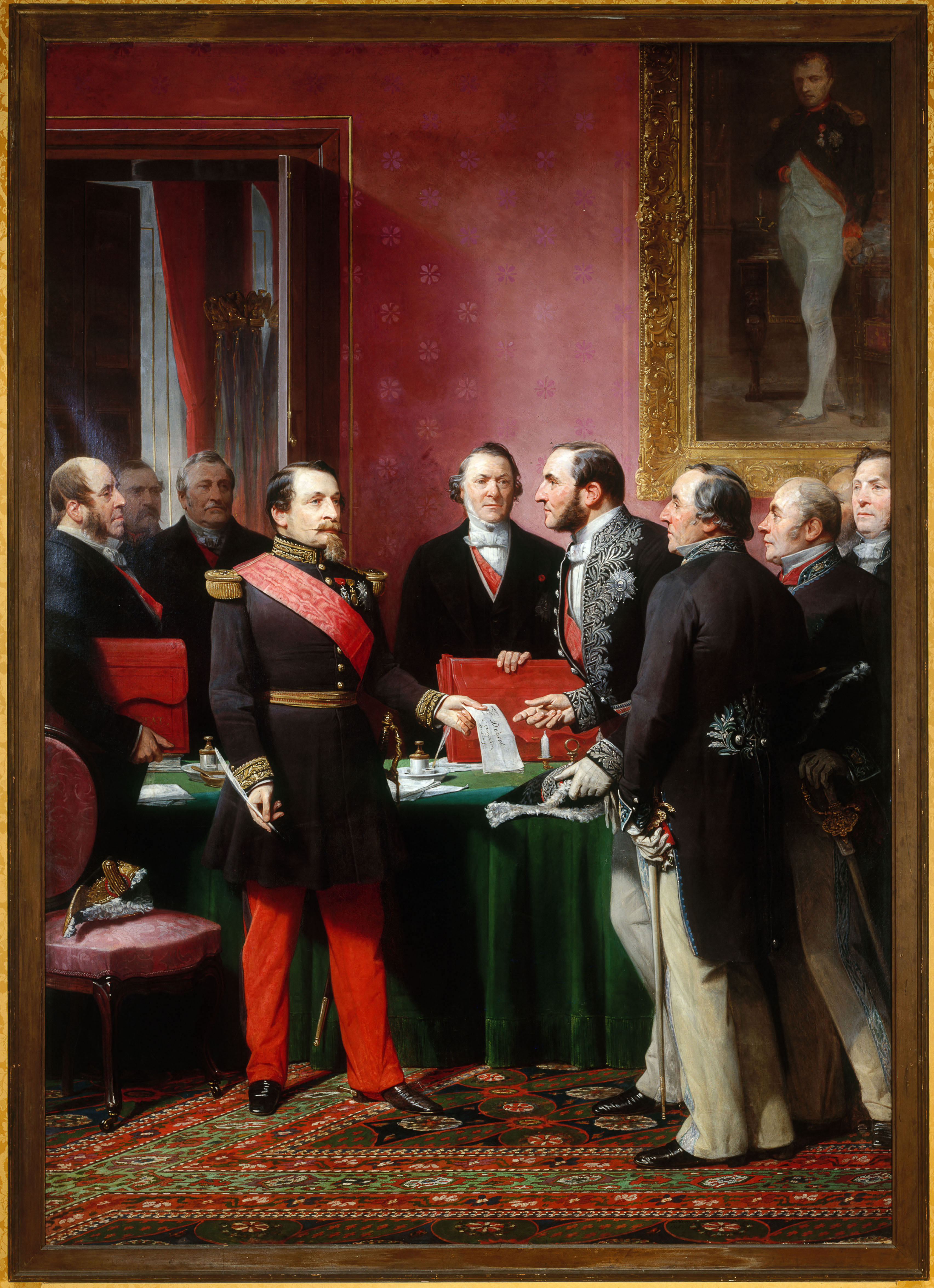
El barón Haussmann presenta a Napoleón III su plan para París.
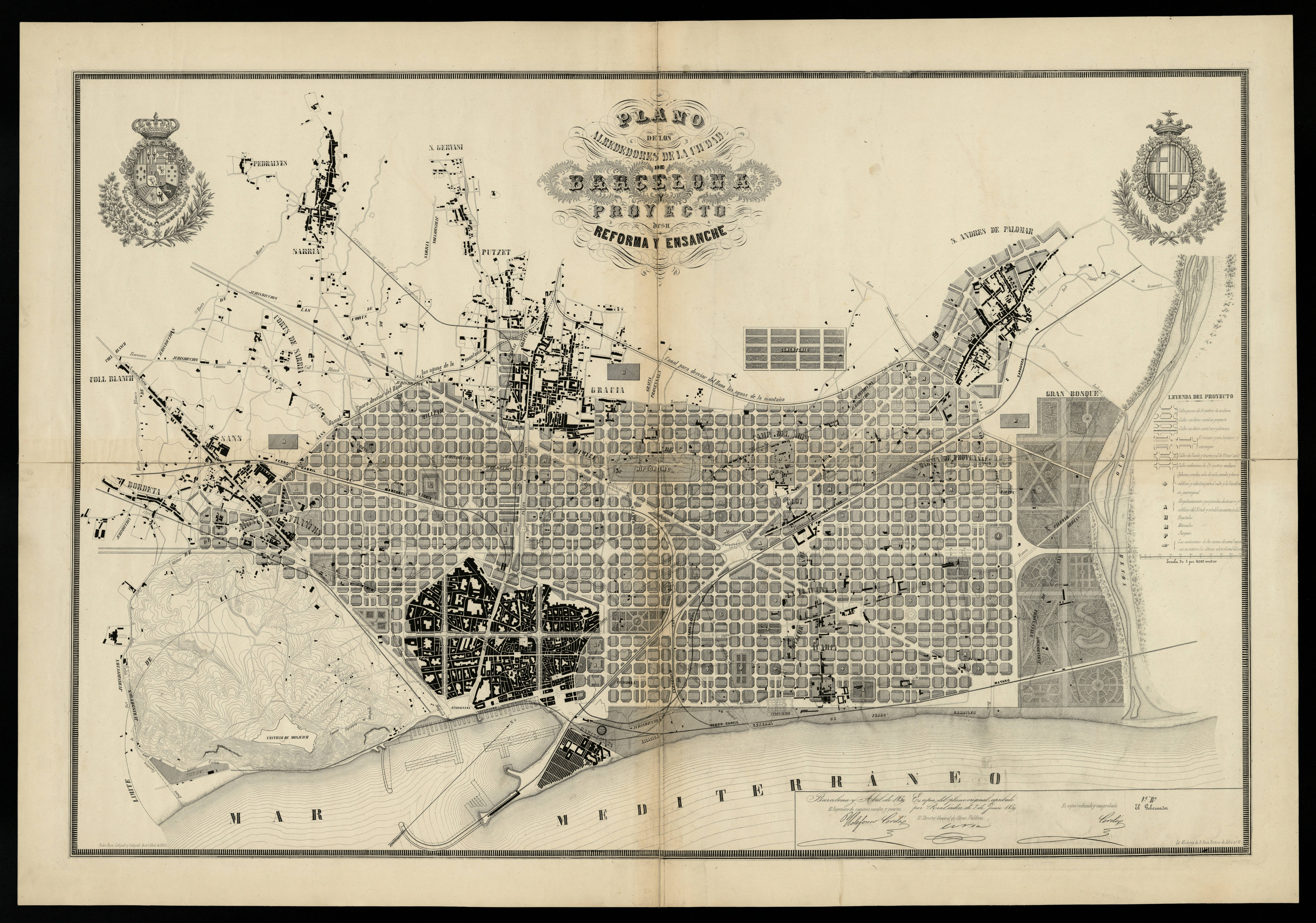
Plan Cerdá para Barcelona.
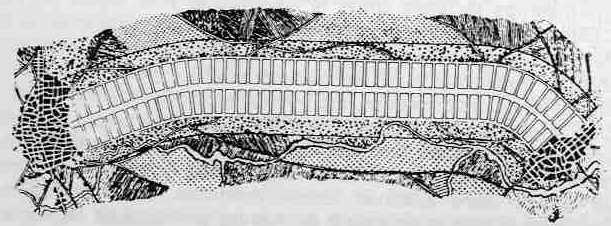
Proyecto de ciudad lineal de Arturo Soria.